# Audi A4
Audi A4 es un automóvil de turismo del segmento D producidos por el fabricante alemán Audi desde 1994. 
Ha sido construido en cinco generaciones y está basado en la plataforma B del Grupo Volkswagen. La primera generación del A4 sucedió al Audi 80. La numeración interna del fabricante trata al A4 como una continuación del linaje del Audi 80, estando designado el primer A4 a la serie B5, seguido de la B6, B7, B8 y B9. Las versiones B8 y B9 del A4 están construidas sobre la plataforma MLB del Grupo Volkswagen compartida con muchos otros modelos de Audi y al Porsche Macan dentro del Grupo Volkswagen.
La configuración automotriz del Audi A4 consiste en un diseño de motor delantero, con transmisión de tipo transeje montada en la parte trasera del motor. Los modelos son de tracción delantera o algunos con tracción integral "quattro".
El A4 está disponible como sedán y familiar. La segunda (B6) y tercera (B7) generación del A4 también tenía una versión descapotable, pero para la versión B8, el descapotable se volvió una variante del Audi A5 a medida que Audi volvió al segmento de los ejecutivos compactos cupé (segmento D cupé).
Las versiones deportivas de A4 se denominan "S4" y "RS4", todas con tracción integral. 

## Audi A4 B5 (1995-2001)

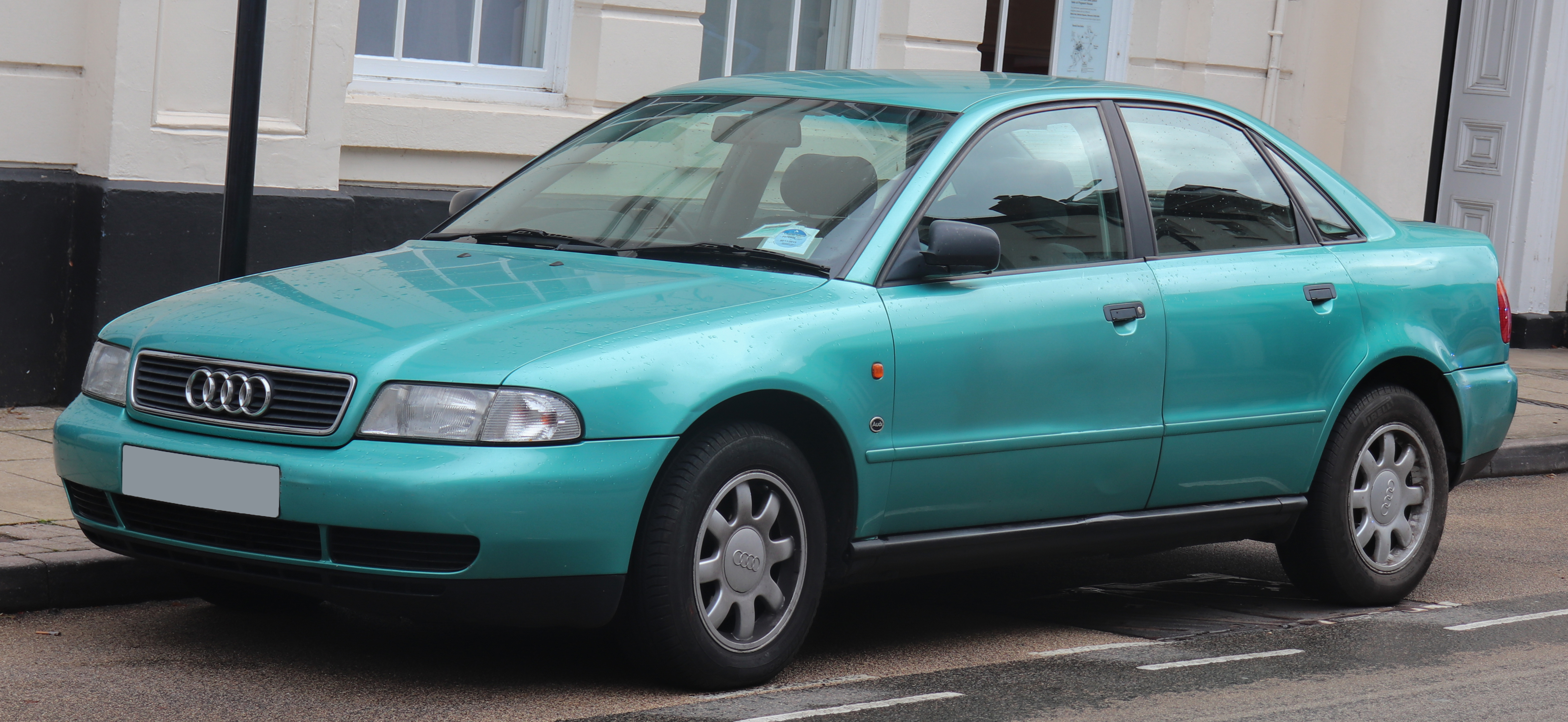
SE 1.8 de 1996

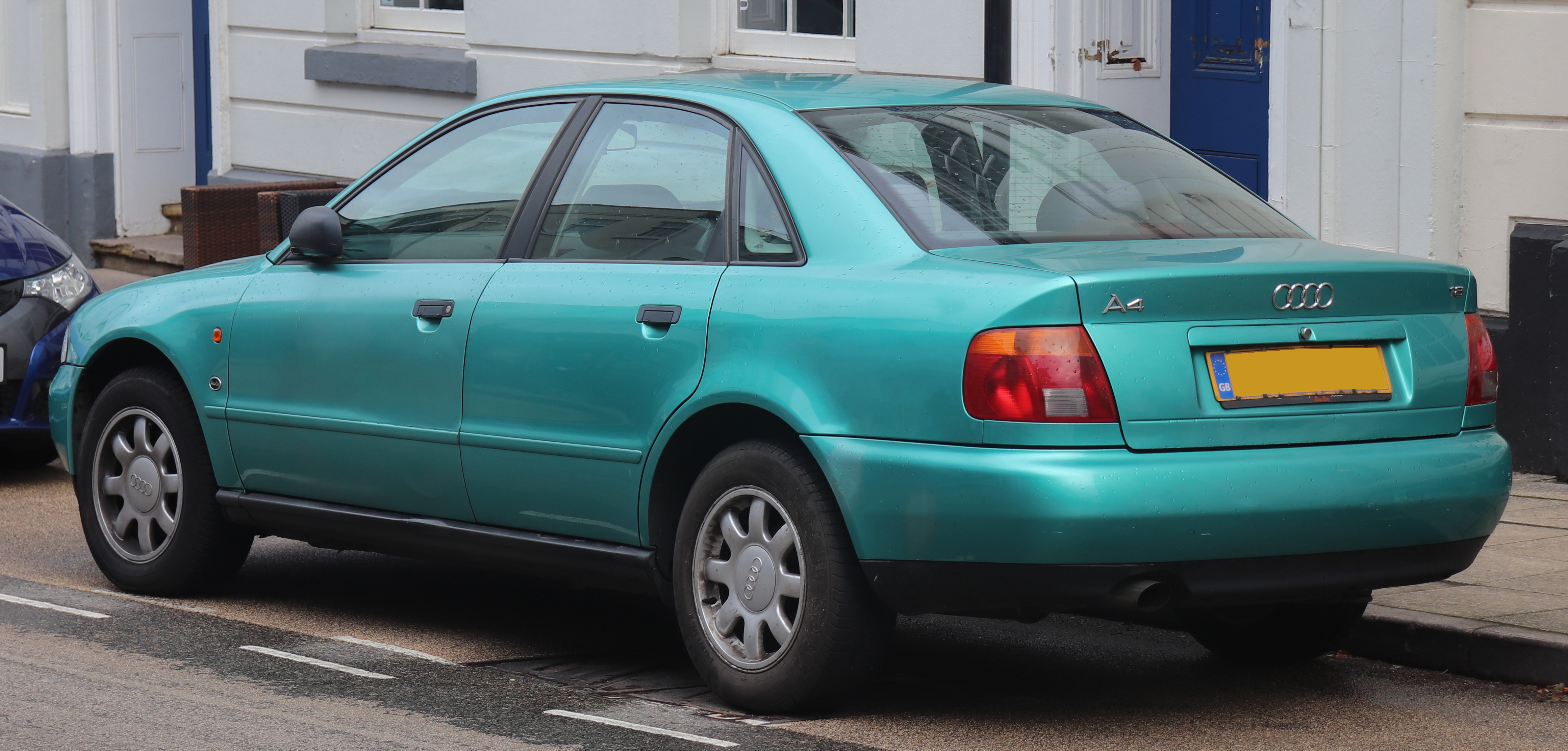
Vista trasera

La primera generación del A4 (código interno: B5) está desarrollada junto a la plataforma del Volkswagen Passat. Se puso a la venta en diciembre de 1994 con carrocería sedán, y en mayo de ese mismo año con carrocería familiar. Estrenó la caja de cambios automática secuencial Tiptronic, emparentada con la del Porsche 911 964.
Este modelo también estrenó el motor gasolina de 1.8 litros de cilindrada y cinco válvulas por cilindro, basado en el motor que Audi usó en sus modelos de carreras con homologación Superturismo. Se ofrecía en versiones atmosférica de 125 CV, y con turbocompresor de 150 o 180 CV.
El motor gasolina de cuatro cilindros en línea era un 1.6 litros con dos válvulas por cilindro de 101 CV. Los V6 eran un 2.4 litros de cinco válvulas por cilindro y 165 CV, un 2.6 litros de dos válvulas por cilindro y 150 CV, y un 2.8 litros de dos válvulas por cilindro y 174 CV o de cinco válvulas por cilindro y 193 CV.
Está también el motor gasolina de seis cilindros, 2.8 litros de cilindrada y con 30 válvulas, con un alcance de 240 km/h y que llega a los 100km/h en 7.4 segundos. Este motor se puede apreciar en el Audi A4 Motor B5 1999.
Los motores diésel eran un cuatro cilindros en línea de 1.9 litros cilindrada, disponible en variantes de 90, 110 y 116 CV, y un V6 de 2.5 litros y 150 CV. Solamente el 1.9 litros de 116 CV tiene alimentación por inyector-bomba.
La versión deportiva S4 incorporaba un motor V6 de 2.7 litros de cilindrada, con cinco válvulas por cilindro, dos turbocompresores y 265 CV de potencia máxima, que lo aceleraba de 0 a 100 km/h en 5,6 s; existe con ambas carrocerías. El flamante RS4 tenía una versión potenciada del mismo motor. Genera una potencia máxima 380 CV y un par motor máximo de 440 N·m. Acelera de 0 a 100 km/h en 4,7 s y de 0 a 160 km/h en 11,6 s. Se fabricaron 6.030 unidades entre los años 1999 y 2001.

### Rediseño

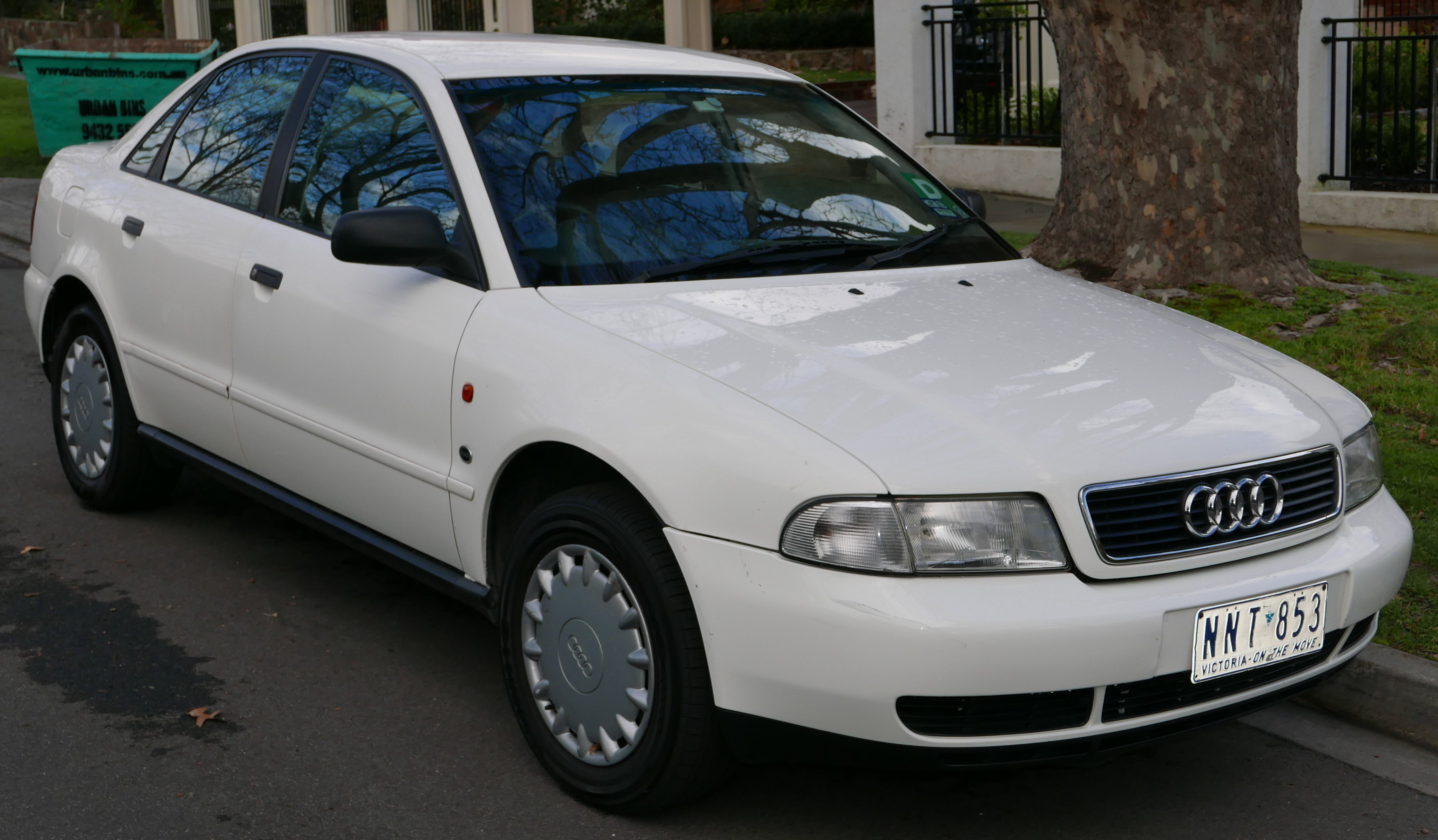
Sedán 1.8 de 1995.

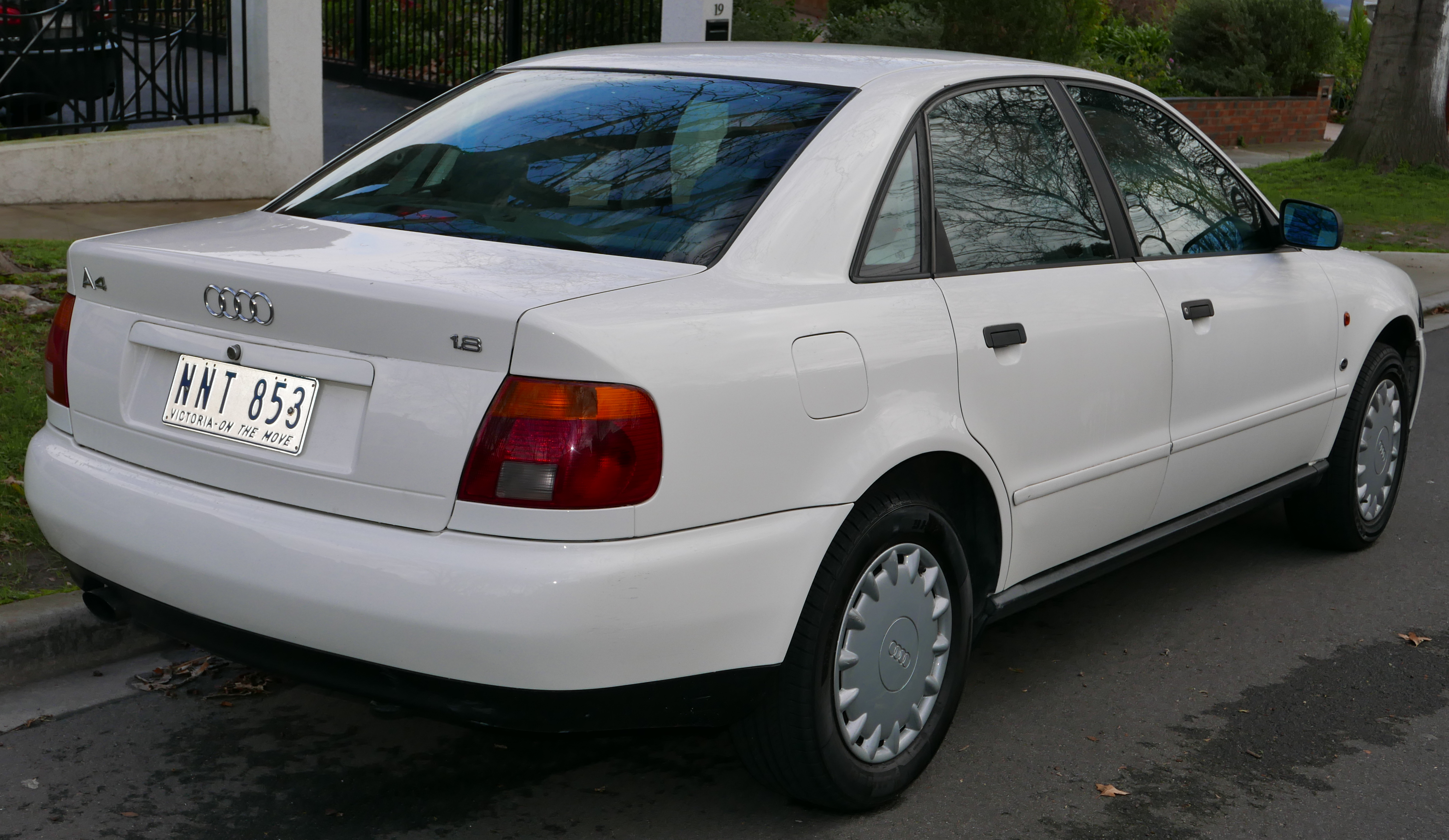
Vista trasera

En el Salón del Automóvil de Fráncfort de 1997 se presentó el rediseño de este modelo, que saldría al mercado en 1998. En el exterior los cambios fueron mínimos:
- Los grupos ópticos cambiaron, pasando a ser transparentes los delanteros y algunas partes de los traseros. Además, colocaron los faros antiniebla delanteros en las rejillas inferiores del parachoques. También sufrieron cambios los intermitentes laterales, que cambió su forma de cuadrada a rectangular y de color naranja en el primer modelo a transarentes en el rediseño.
- Los parachoques sufrieron pequeños cambios. Se les añadió una línea en volumen longitudinal tanto al delantero como al trasero, y se mejoró la adaptación de las rejillas inferiores del delantero.
- Las molduras laterales de las puertas se hicieron más gruesas, las inferiores se rediseñaron para adaptarse más al volumen general del vehículo y las manetas de las puertas cambiaron de forma, siendo ahora de formas más circulares y suaves. En la tapa del maletero se eliminaron dos líneas escavadas que la recorrían longitudinalmente y la cerradura se integró.
- Cambiaron también otras cosas. Se eliminó el logo de la marca que había en los laterales, debajo de cada intermitente lateral. También se escondieron los surtidores del agua del limpiaparabrisas, entre otros cambios.
- El equipamiento de seguridad se amplió, equipándose airbag de pasajero delantero en todas las versiones. Se mejoró también la protección frente a impactos laterales, pudiendo disponer de los airbag laterales, situados en los flancos de los asientos delanteros, y que protegen tanto el tórax como la cabeza. Así, de cara a una posible nueva prueba de colisión, el A4 con este nuevo equipamiento podía haber superado los nuevos requerimientos de protección frente a impactos laterales, que el anterior modelo no fue capaz de superar, ya que estaba sólo equipado con barras de protección lateral en las puertas.[cita requerida]

### Motorizaciones
| Motores de gasolina                  | Motores de gasolina                               | Motores de gasolina                               | Motores de gasolina                               | Motores de gasolina                               | Motores de gasolina         | Motores de gasolina                               | Motores de gasolina                               | Motores de gasolina                               | Motores de gasolina                               | Motores de gasolina                  | Motores de gasolina                  |
|                                      | 1.6                                               | 1.6                                               | 1.8                                               | 1.8T                                              | 1.8T                        | 2.4                                               | 2.6                                               | 2.8                                               | 2.8                                               | 2.7T (S4)                            | 2.7T (RS4)                           |
| ------------------------------------ | ------------------------------------------------- | ------------------------------------------------- | ------------------------------------------------- | ------------------------------------------------- | --------------------------- | ------------------------------------------------- | ------------------------------------------------- | ------------------------------------------------- | ------------------------------------------------- | ------------------------------------ | ------------------------------------ |
| Periodo                              | 1995-2000                                         | 2000-2001                                         | 1995-2001                                         | 1995-2001                                         | 1997-2001                   | 1997-2001                                         | 1995-1997                                         | 1995-1997                                         | 1996-2001                                         | 1997-2001                            | 2000-2003                            |
| Identificación del motor             | ADP, AHL, ARM, ANA                                | ALZ                                               | ADR, APT, ARG, AVV                                | AEB, APU, ANB, AWT, ARK                           | AJL                         | AGA,ALF, APS, ARJ, AML                            | ABC                                               | AAH                                               | ACK, ACLG, ACPR, AQD, AMX                         | AGB, AZB                             | ASJ, AZR                             |
| Tipo de motor                        | L4 8v                                             | L4 8v                                             | L4 20v                                            | L4 20v, turbo, intercooler                        | L4 20v, turbo, intercooler  | V6 30v                                            | V6 12v                                            | V6 12v                                            | V6 30v                                            | V6 30v, biturbo, 2 intercooler       | V6 30v, biturbo, 2 intercooler       |
| Diámetro x carrera                   | 81,0 mm × 77,4 mm                                 | 81,0 mm × 77,4 mm                                 | 81,0 mm × 86,4 mm                                 | 81,0 mm × 86,4 mm                                 | 81,0 mm × 86,4 mm           | 81,0 mm × 77,4 mm                                 | 82,5 mm × 81,0 mm                                 | 82,5 mm × 86,4 mm                                 | 82,5 mm × 86,4 mm                                 | 81,0 mm × 86,4 mm                    | 81,0 mm × 86,4 mm                    |
| Cilindrada                           | 1595 cm³                                          | 1595 cm³                                          | 1781 cm³                                          | 1781 cm³                                          | 1781 cm³                    | 2393 cm³                                          | 2598 cm³                                          | 2771 cm³                                          | 2771 cm³                                          | 2671 cm³                             | 2671 cm³                             |
| Relación de compresión               | 10.3: 1                                           | 10.3: 1                                           | 10.3: 1                                           | 9.5: 1                                            | 9.5: 1                      | 10.5: 1                                           | 10.0: 1                                           | 10.3: 1                                           | 10.6: 1                                           | 9.3: 1                               | 9.3: 1                               |
| Potencia máxima: CV (kW) @ rpm       | 101 CV (74 kW) @ 5600                             | 102 CV (75 kW) @ 5600                             | 125 CV (92 kW) @ 5800                             | 150 CV (110 kW) @ 5700                            | 180 CV (132 kW) @ 6200      | 165 CV (121 kW) @ 6000                            | 150 CV (110 kW) @ 5750                            | 174 CV (128 kW) @ 5500                            | 193 CV (142 kW) @ 6000                            | 265 CV (195 kW) @ 5800               | 380 CV (280 kW) @ 6500               |
| Par máximo: Nm @ rpm                 | 140 Nm @ 3800                                     | 148 Nm @ 3800                                     | 173 Nm @ 3500                                     | 210 Nm @ 1750–4600                                | 235 Nm @ 2000-4600          | 230 Nm @ 3200                                     | 225 Nm @ 3500                                     | 245 Nm @ 3000                                     | 280 Nm @ 3200                                     | 400 Nm @ 1850–3600                   | 440 Nm @ 2500-6000                   |
| Tracción                             | Delantera                                         | Delantera                                         | Delantera / Total (Quattro)                       | Delantera / Total (Quattro)                       | Delantera / Total (Quattro) | Delantera / Total (Quattro)                       | Delantera / Total (Quattro)                       | Delantera / Total (Quattro)                       | Delantera / Total (Quattro)                       | Total (Quattro)                      | Total (Quattro)                      |
| Transmisión                          | Manual, 5 velocidades / Automática, 4 velocidades | Manual, 5 velocidades / Automática, 4 velocidades | Manual, 5 velocidades / Automática, 4 velocidades | Manual, 5 velocidades / Automática, 5 velocidades | Manual, 5 velocidades       | Manual, 5 velocidades / Automática, 5 velocidades | Manual, 5 velocidades / Automática, 5 velocidades | Manual, 5 velocidades / Automática, 5 velocidades | Manual, 5 velocidades / Automática, 5 velocidades | Manual, 6 velocidades                | Manual, 6 velocidades                |
| Aceleración 0–100 km/h (Sedan/Avant) | 12.4 s / 12.1 s                                   | 11.9 s / 12.1 s                                   | 10.6 s / 11.0 s                                   | 8.4 s / 8.6 s                                     | 7.9 s                       | 8.4 s / 8.6 s                                     | 8.7 s / 8.9 s                                     | 8.2 s / 8.3 s                                     | 7.4 s / 7.6 s                                     | 5.6 s / 5.7 s                        | 4.8 s / 4.9 s                        |
| Velocidad máxima (Sedan/Avant)       | 190 km/h / 186 km/h                               | 191 km/h / 186 km/h                               | 205 km/h / 201 km/h                               | 221 km/h / 217 km/h                               | 231 km/h                    | 226 km/h / 222 km/h                               | 220 km/h / 216 km/h                               | 230 km/h / 226 km/h                               | 240 km/h / 236 km/h                               | 250 km/h (limitada electrónicamente) | 250 km/h (limitada electrónicamente) |

| Periodo                              | 1996-1998             | 1995-2001                                         | 1997-2001                                         | 1996-2000                                         | 1999-2000                                         | 1999-2001                                                    | 1999-2001                                                    | 1997-2001                                         |
| Identificación del motor             | AFF                   | 1Z, AHU                                           | AHH                                               | AFN                                               | AVG                                               | AJM                                                          | ATJ                                                          | AFB, AKN                                          |
| Tipo de motor                        | L4 8v                 | L4 8v, inyección directa, turbo, intercooler      | L4 8v, inyección directa, turbo, intercooler      | L4 8v, inyección directa, turbo, intercooler      | L4 8v, inyección directa, turbo, intercooler      | L4 8v, inyección directa, inyector-bomba, turbo, intercooler | L4 8v, inyección directa, inyector-bomba, turbo, intercooler | V6 24v, inyección directa, turbo, intercooler     |
| Diámetro x carrera                   | 79,5 mm × 95,5 mm     | 79,5 mm × 95,5 mm                                 | 79,5 mm × 95,5 mm                                 | 79,5 mm × 95,5 mm                                 | 79,5 mm × 95,5 mm                                 | 79,5 mm × 95,5 mm                                            | 79,5 mm × 95,5 mm                                            | 78,3 mm × 86,4 mm                                 |
| Cilindrada                           | 1896 cm³              | 1896 cm³                                          | 1896 cm³                                          | 1896 cm³                                          | 1896 cm³                                          | 1896 cm³                                                     | 1896 cm³                                                     | 2496 cm³                                          |
| Relación de compresión               | 19.5: 1               | 19.5: 1                                           | 19.5: 1                                           | 19.5: 1                                           | 19.5: 1                                           | 18.0: 1                                                      | 18.0: 1                                                      | 19.5: 1                                           |
| Potencia máxima: CV (kW) @ rpm       | 75 CV (55 kW) @ 4000  | 90 CV (66 kW) @ 4000                              | 90 CV (66 kW) @ 4000                              | 110 CV (81 kW) @ 4150                             | 110 CV (81 kW) @ 4150                             | 115 CV (85 kW) @ 4000                                        | 115 CV (85 kW) @ 4000                                        | 150 CV (110 kW) @ 4000                            |
| Par máximo: Nm @ rpm                 | 150 Nm @ 1500–3200    | 202 Nm @ 1900                                     | 210 Nm @ 1900                                     | 225 Nm @ 1700–3000                                | 235 Nm @ 1900                                     | 285 Nm @ 1900                                                | 310 Nm @ 1900                                                | 310 Nm @ 1500-3200                                |
| Tracción                             | Delantera             | Delantera                                         | Delantera                                         | Delantera / Total (Quattro)                       | Delantera / Total (Quattro)                       | Delantera                                                    | Total (Quattro)                                              | Delantera / Total (Quattro)                       |
| Transmisión                          | Manual, 5 velocidades | Manual, 5 velocidades / Automática, 4 velocidades | Manual, 5 velocidades / Automática, 4 velocidades | Manual, 5 velocidades / Automática, 4 velocidades | Manual, 5 velocidades / Automática, 4 velocidades | Manual, 5 velocidades / Automática, 5 velocidades            | Manual, 6 velocidades                                        | Manual, 6 velocidades / Automática, 5 velocidades |
| Aceleración 0–100 km/h (Sedan/Avant) | 16.1 s / 16.5 s       | 13.5 s / 13.8 s                                   | 13.3 s / 13.6 s                                   | 11.3 s / 11.7 s                                   | 11.3 s / 11.5 s                                   | 10.5 s / 10.7 s                                              | 10.9 s / 11.1 s                                              | 9.0 s / 9.2 s                                     |
| Velocidad máxima (Sedan/Avant)       | 170 km/h / 166 km/h   | 182 km/h / 178 km/h                               | 184 km/h / 180 km/h                               | 195 km/h / 191 km/h                               | 196 km/h / 192 km/h                               | 200 km/h / 196 km/h                                          | 196 km/h / 192 km/h                                          | 220 km/h / 216 km/h                               |

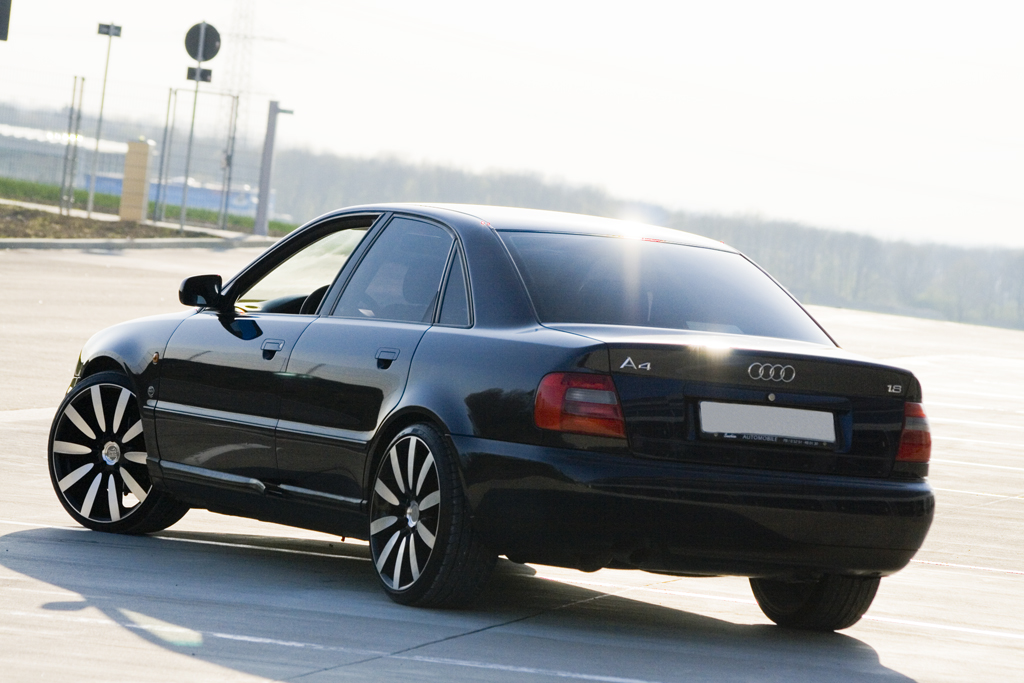
B5 sedán 1.8 de 1997
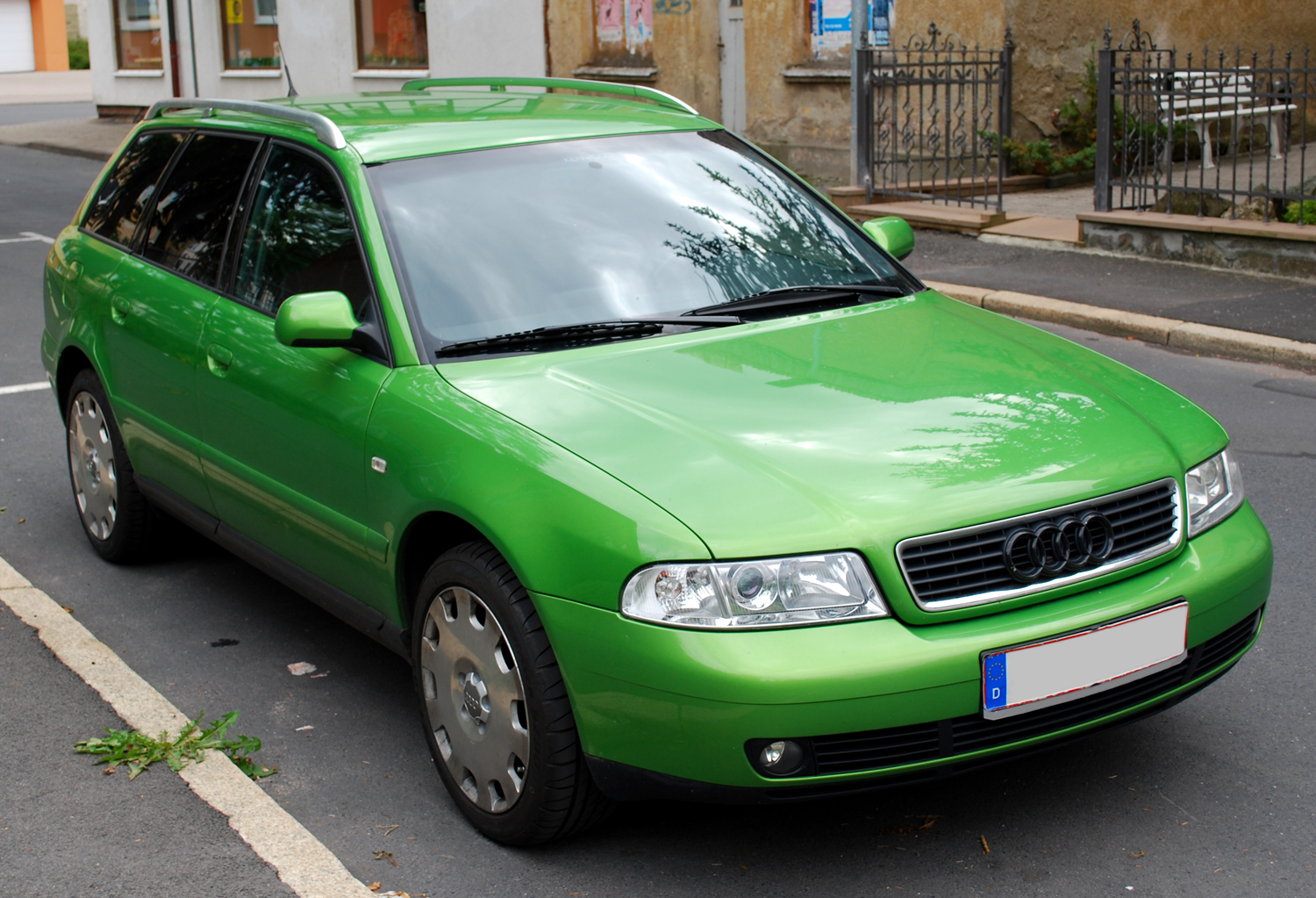
B5 Avant 1.9 TDI.
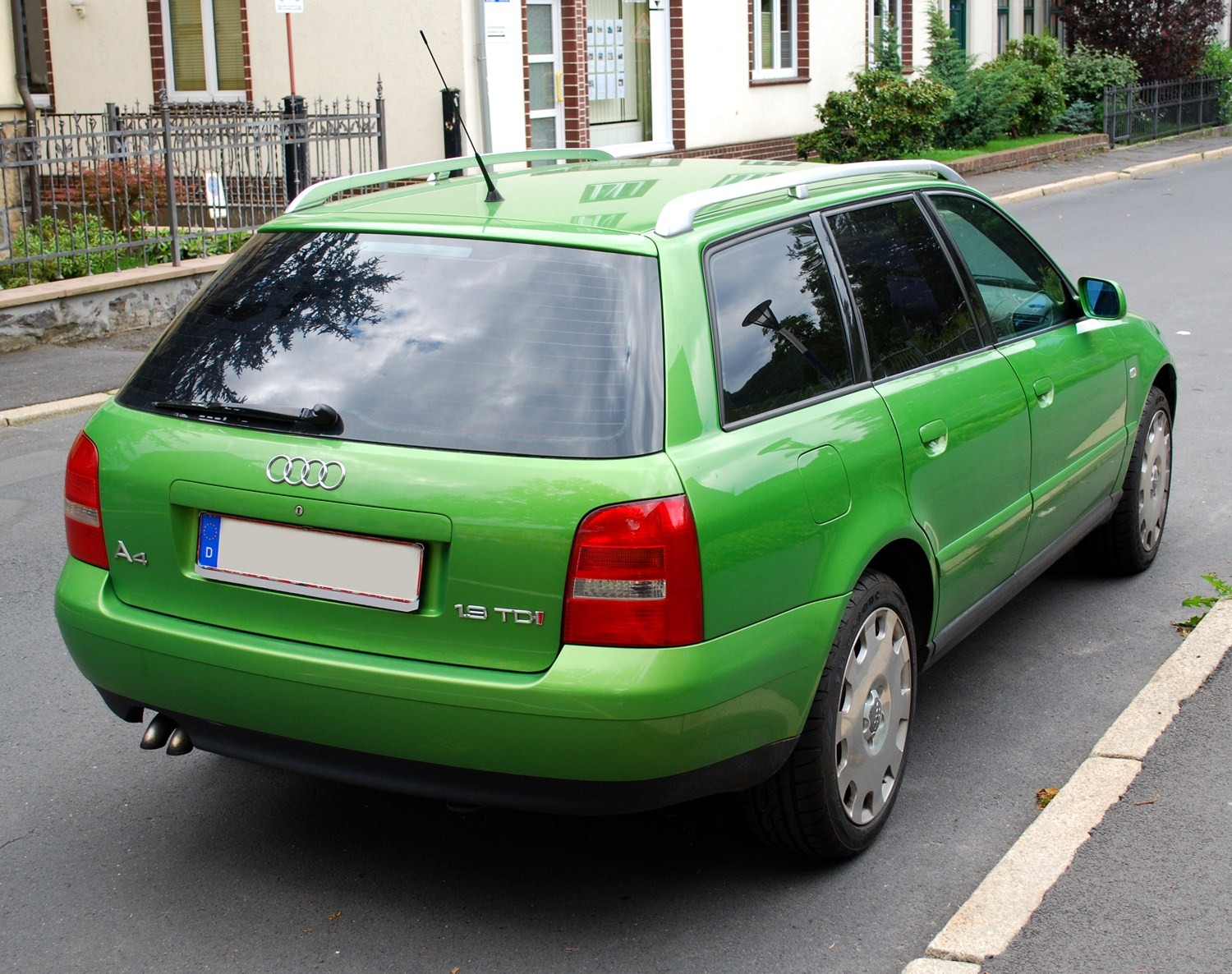
Vista trasera.

## Audi A4 B6 (2001-2005)
La segunda generación del A4 (código interno: B6) se puso a la venta a principios de 2000 con carrocería sedán, y a mediados de 2001 con carrocería familiar. El A4 descapotable reemplazó al antiguo Cabrio, que estaba basado en el Audi 80. Los modelos con tracción delantera y caja de cambios automática no tenían la transmisión Tiptronic, sino una transmisión variable continua llamada Multitronic.

### Diferencias con respecto a su antecesor

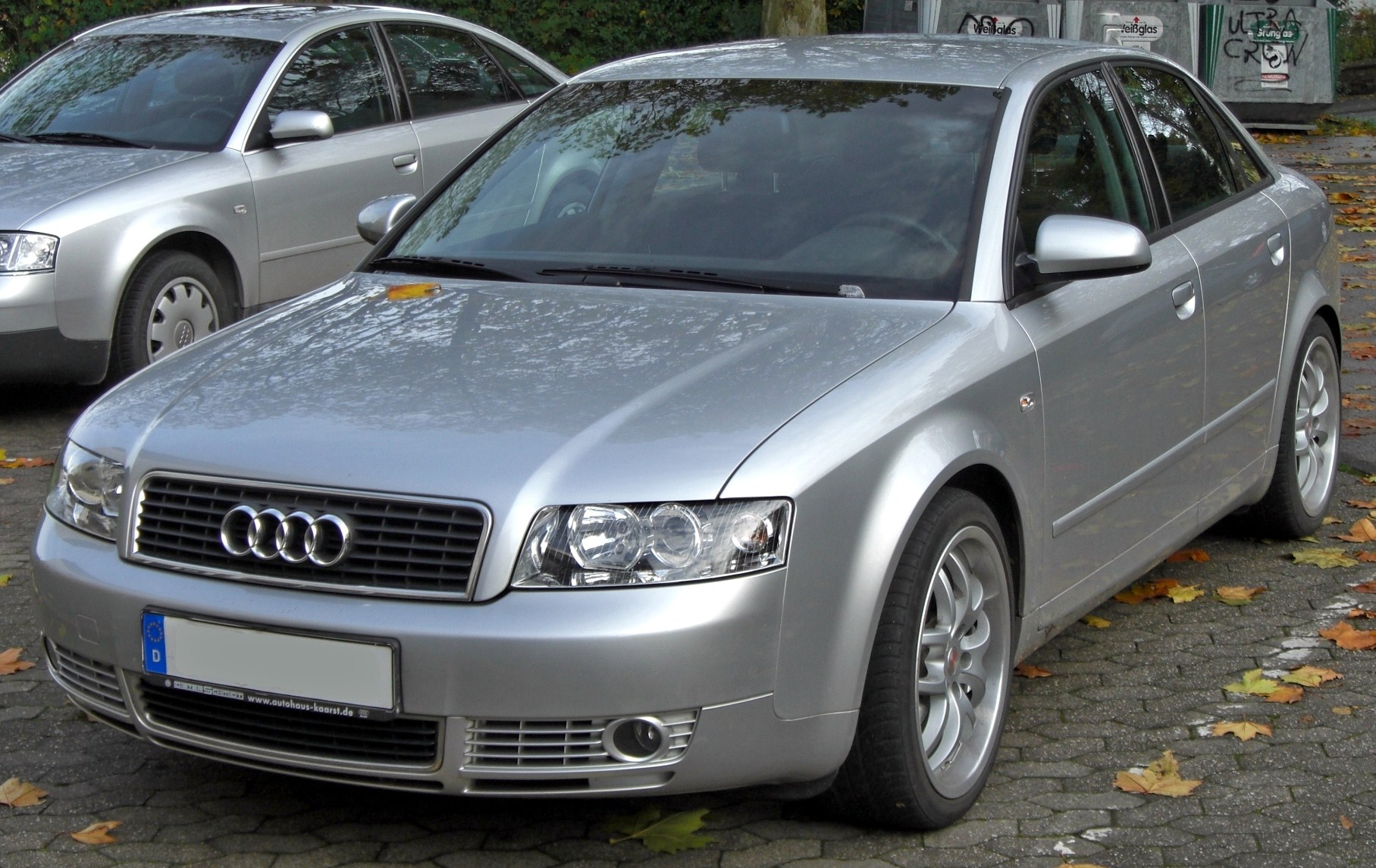
B6 de 2000–2004

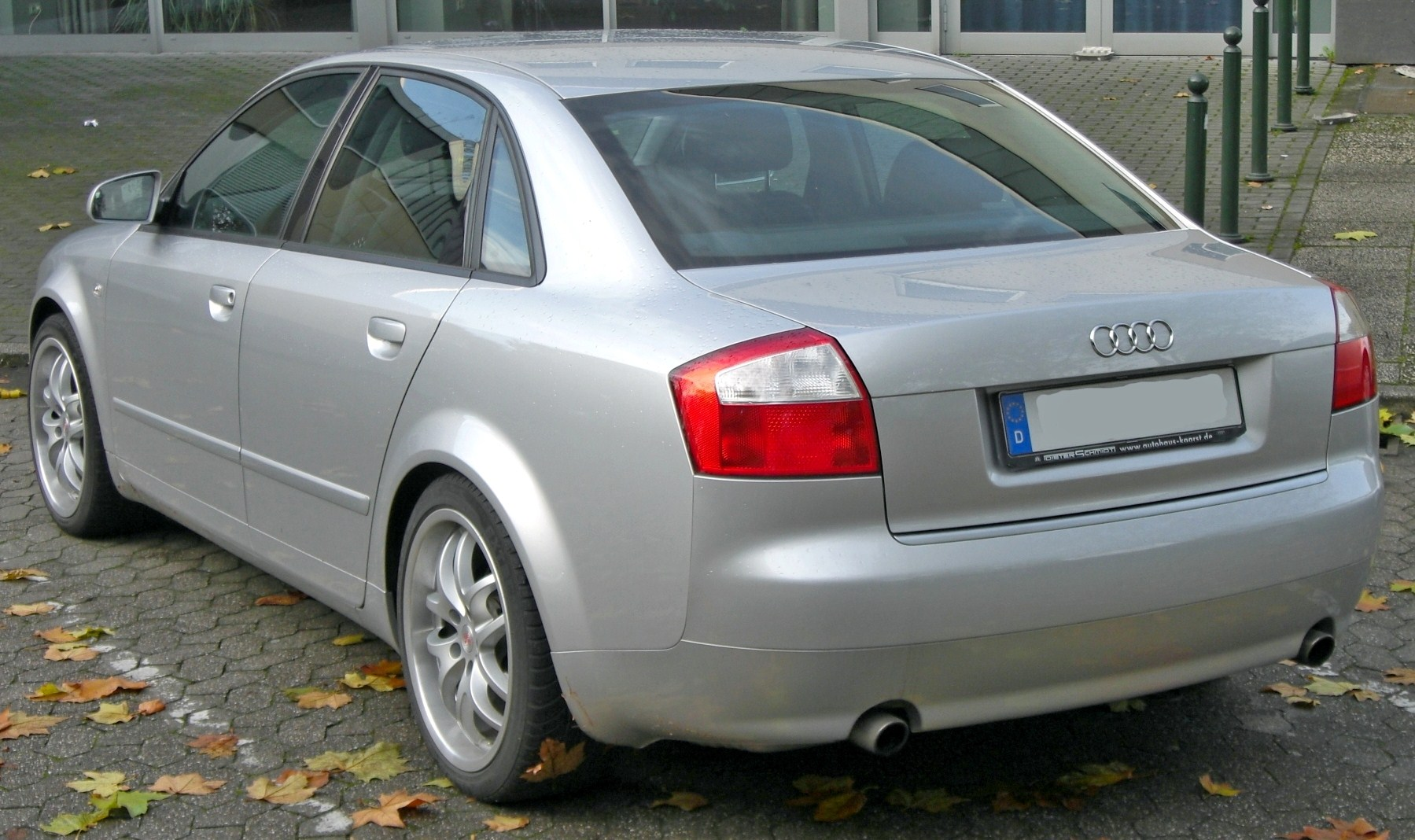
Vista trasera

La segunda generación del A4 se diferencia del Audi A4 B5 anterior a través de una cintura izada lateral y un cierre trasero más redondo. La carrocería se asemeja al más grande Audi A6. El B6 es 69 mm más largo, 33 mm más ancho y 13 mm más alto que su antecesor.
El eje delantero de cuádruple enlace avanzado está conformado en su mayor parte de aluminio. De manera que es 8.5 kg más ligero que la primera generación del A4.
Adicionalmente a algunas de las motorizaciones conocidas de la serie más vieja, llegaron al nuevo B6 dos motorizaciones a gasolina:
- Un cuatro cilindros en línea con una cilindrada de dos litros y 130 PS, así como
- Un motor V6 con una cilindrada de tres litros y 220 PS.

Los bloques de motor de ambos motores son de aluminio, tienen cinco válvulas por cilindro.
Con el B6 el A4 se ofreció por primera vez con una caja de cambios automática Multitronic para vehículos con tracción delantera. Los modelos con tracción integral se podían equipar con una automática de cinco marchas Tiptronic. A diferencia de su antecesor, estas se podían colocar adicionalmente en una posición de manejo "S", que entrega una manejo y una sensación de conducción más deportiva.
También se mejoraron y evolucionaron:
- Las propiedades de colisión,
- El control electrónico de estabilidad (ESP) y sistema antibloqueo (ABS),
- El sistema de frenos,
- La rigidez de la carrocería (45% más alto que el Audi A4 B5),
- Los accesorios de serie y opcionales.

Así también, el B6 se ofrece de serie con un sistema de bolsas de aire laterales para cabeza. En el modelo anterior estas bolsas se ofrecían únicamente como equipo adicional.[cita requerida]

### Motorizaciones
| Periodo                                    | 2000-2004             | 2000-2002                           | 2002-2004                                                   | 2002-2004                   | 2000-2004                           | 2002-2004                           | 2001-2004                           | 2000-2004                                                                                         | 2003-2004                                         |
| Identificación del motor                   | ALZ                   | AVJ                                 | BFB                                                         | BEX                         | ALT                                 | AWA                                 | BDV                                 | ASN                                                                                               | BBK                                               |
| Tipo de motor                              | L4 8v                 | L4 20v, turbo, intercooler          | L4 20v, turbo, intercooler                                  | L4 20v, turbo, intercooler  | L4 20v                              | L4 16v, inyección directa           | V6 30v                              | V6 30v                                                                                            | V8 40v                                            |
| Diámetro x carrera                         | 81,0 mm × 77,4 mm     | 81,0 mm × 86,4 mm                   | 81,0 mm × 86,4 mm                                           | 81,0 mm × 86,4 mm           | 82,5 mm × 92,8 mm                   | 82,5 mm × 92,8 mm                   | 81,0 mm × 77,4 mm                   | 82,5 mm × 92,8 mm                                                                                 | 84,5 mm × 92,8 mm                                 |
| Cilindrada                                 | 1595 cm³              | 1781 cm³                            | 1781 cm³                                                    | 1781 cm³                    | 1984 cm³                            | 1984 cm³                            | 2393 cm³                            | 2976 cm³                                                                                          | 4163 cm³                                          |
| Relación de compresión                     | 10.3: 1               | 9.3: 1                              | 9.3: 1                                                      | 9.3: 1                      | 10.3: 1                             | 11.5: 1                             | 10.5: 1                             | 10.5: 1                                                                                           | 11.0: 1                                           |
| Potencia máxima: CV (kW) @ rpm             | 102 CV (75 kW) @ 5600 | 150 CV (110 kW) @ 5700              | 163 CV (120 kW) @ 5700                                      | 190 CV (140 kW) @ 5700      | 130 CV (96 kW) @ 5700               | 150 CV (110 kW) @ 6000              | 170 CV (125 kW) @ 6000              | 220 CV (162 kW) @ 6300                                                                            | 344 CV (253 kW) @ 7000                            |
| Par máximo: Nm @ rpm                       | 148 Nm @ 3800         | 210 Nm @ 1750–4600                  | 225 Nm @ 1950-4700                                          | 240 Nm @ 1980-5400          | 195 Nm @ 3300                       | 200 Nm @ 3250-4250                  | 230 Nm @ 3200                       | 300 Nm @ 3200                                                                                     | 410 Nm @ 3500                                     |
| Tracción                                   | Delantera             | Delantera / Total (Quattro)         | Delantera / Total (Quattro)                                 | Delantera / Total (Quattro) | Delantera                           | Delantera                           | Delantera                           | Delantera / Total (Quattro)                                                                       | Total (Quattro)                                   |
| Transmisión                                | Manual, 5 velocidades | Manual, 5 velocidades / Multitronic | Manual, 5 velocidades / Manual, 6 velocidades / Multitronic | Manual, 6 velocidades       | Manual, 5 velocidades / Multitronic | Manual, 5 velocidades / Multitronic | Manual, 5 velocidades / Multitronic | Manual, 5 velocidades / Manual, 6 velocidades / Multitronic / Automática, 5 velocidades (Quattro) | Manual, 6 velocidades / Automática, 6 velocidades |
| Aceleración 0–100 km/h (Sedan/Avant)       | 12.6 s / 13.2 s       | 8.9 s / 9.1 s                       | 8.6 s / 8.8 s                                               | 8.2 s / 8.4 s               | 9.9 s / 10.1 s                      | 9.6 s / 9.9 s                       | 8.8 s / 9.1 s                       | 6.9 s / 7.1 s                                                                                     | 5.6 s / 5.8 s                                     |
| Velocidad máxima (Sedan/Avant)             | 190 km/h / 186 km/h   | 222 km/h / 219 km/h                 | 228 km/h / 225 km/h                                         | 237 km/h / 232 km/h         | 212 km/h / 208 km/h                 | 218 km/h / 214 km/h                 | 226 km/h / 223 km/h                 | 245 km/h / 243 km/h                                                                               | 250 km/h / 250 km/h (Limitada electrónicamente)   |
| Consumo combinado (L/100 km) (Sedan/Avant) | 7.7 / 7.8             | 8.2 / 8.2                           | 8.2 / 8.2                                                   | 8.6 / 8.4                   | 7.9 / 8.0                           | 7.1 / 7.1                           | 9.5 / 9.6                           | 9.5 / 9.6                                                                                         | 13.3 / 13.4                                       |

| Periodo                                    | 2001-2004                                                    | 2004                                                         | 2000-2003                                                    | 2000-2004                                                    | 2001-2002                                     | 2002-2003                                     | 2003-2004                                     | 2003-2004                                     | 2000-2004                                         |
| Identificación del motor                   | AVB                                                          | BKE                                                          | AWX                                                          | AVF                                                          | AYM                                           | BFC                                           | BCZ                                           | BDG                                           | AKE, BDH, BAU                                     |
| Tipo de motor                              | L4 8v, inyección directa, inyector-bomba, turbo, intercooler | L4 8v, inyección directa, inyector-bomba, turbo, intercooler | L4 8v, inyección directa, inyector-bomba, turbo, intercooler | L4 8v, inyección directa, inyector-bomba, turbo, intercooler | V6 24v, inyección directa, turbo, intercooler | V6 24v, inyección directa, turbo, intercooler | V6 24v, inyección directa, turbo, intercooler | V6 24v, inyección directa, turbo, intercooler | V6 24v, inyección directa, turbo, intercooler     |
| Diámetro x carrera                         | 79,5 mm × 95,5 mm                                            | 79,5 mm × 95,5 mm                                            | 79,5 mm × 95,5 mm                                            | 79,5 mm × 95,5 mm                                            | 78,3 mm × 86,4 mm                             | 78,3 mm × 86,4 mm                             | 78,3 mm × 86,4 mm                             | 78,3 mm × 86,4 mm                             | 78,3 mm × 86,4 mm                                 |
| Cilindrada                                 | 1896 cm³                                                     | 1896 cm³                                                     | 1896 cm³                                                     | 1896 cm³                                                     | 2496 cm³                                      | 2496 cm³                                      | 2496 cm³                                      | 2496 cm³                                      | 2496 cm³                                          |
| Relación de compresión                     | 19.0: 1                                                      | 19.0: 1                                                      | 19.0: 1                                                      | 19.0: 1                                                      | 18.5: 1                                       | 18.5: 1                                       | 18.5: 1                                       | 18.5: 1                                       | 19.5: 1                                           |
| Potencia máxima: CV (kW) @ rpm             | 100 CV (74 kW) @ 4000                                        | 115 CV (85 kW) @ 4000                                        | 130 CV (96 kW) @ 4000                                        | 130 CV (96 kW) @ 4000                                        | 155 CV (114 kW) @ 4000                        | 163 CV (120 kW) @ 4000                        | 163 CV (120 kW) @ 4000                        | 163 CV (120 kW) @ 4000                        | 180 CV (132 kW) @ 4000                            |
| Par máximo: Nm @ rpm                       | 250 Nm @ 1900                                                | 285 Nm @ 1900                                                | 285 Nm @ 1750-2500                                           | 310 Nm @ 1900                                                | 310 Nm @ 1400-3500                            | 310 Nm @ 1400-3600                            | 310 Nm @ 1400-3600                            | 350 Nm @ 1500-3000                            | 370 @ 1500-2500                                   |
| Tracción                                   | Delantera                                                    | Delantera                                                    | Delantera                                                    | Delantera / Total (Quattro)                                  | Delantera                                     | Delantera                                     | Delantera                                     | Delantera                                     | Total (Quattro)                                   |
| Transmisión                                | Manual, 5 velocidades o 6 para AWX                           | Manual, 5 velocidades o 6 para AWX                           | Manual, 5 velocidades o 6 para AWX                           | Manual, 6 velocidades                                        | Manual, 6 velocidades / Multitronic           | Manual, 6 velocidades / Multitronic           | Multitronic                                   | Manual, 6 velocidades                         | Manual, 6 velocidades / Automática, 5 velocidades |
| Aceleración 0–100 km/h (Sedan/Avant)       | 12.1 s / 12.5 s                                              | 11.2 s / 11.5 s                                              | 9.9 s / 10.1 s                                               | 9.9 s / 10.1 s                                               | 9.4 s / 9.6 s                                 | 8.9 s / 9.1 s                                 | 8.9 s / 9.2 s                                 | 8.9 s / 9.1 s                                 | 8.4 s / 8.5 s                                     |
| Velocidad máxima (Sedan/Avant)             | 195 km/h / 191 km/h                                          | 201 km/h / 197 km/h                                          | 210 km/h / 208 km/h                                          | 210 km/h / 208 km/h                                          | 221 km/h / 219 km/h                           | 227 km/h / 225 km/h                           | 219 km/h / 217 km/h                           | 227 km/h / 224 km/h                           | 228 km/h / 225 km/h                               |
| Consumo combinado (L/100 km) (Sedan/Avant) | 5.4                                                          | 5.7                                                          | 5.5 / 5.6                                                    | 5.6 / 5.7                                                    | 6.8 / 7.0                                     | 6.8 / 7.0                                     | 6.8 / 7.0                                     | 6.8 / 7.0                                     | 7.8                                               |

|                   |
| Audi A4 B6 sedán. |

|                   |
| Audi A4 B6 avant. |

|                      |
| Audi A4 B6 cabriolé. |

|                  |
| Audi S4 B6 sedán |

|                                            |
| Vista del faro de un A4 Sports sedán 2005. |

## Audi A4 B7 (2005-2008)

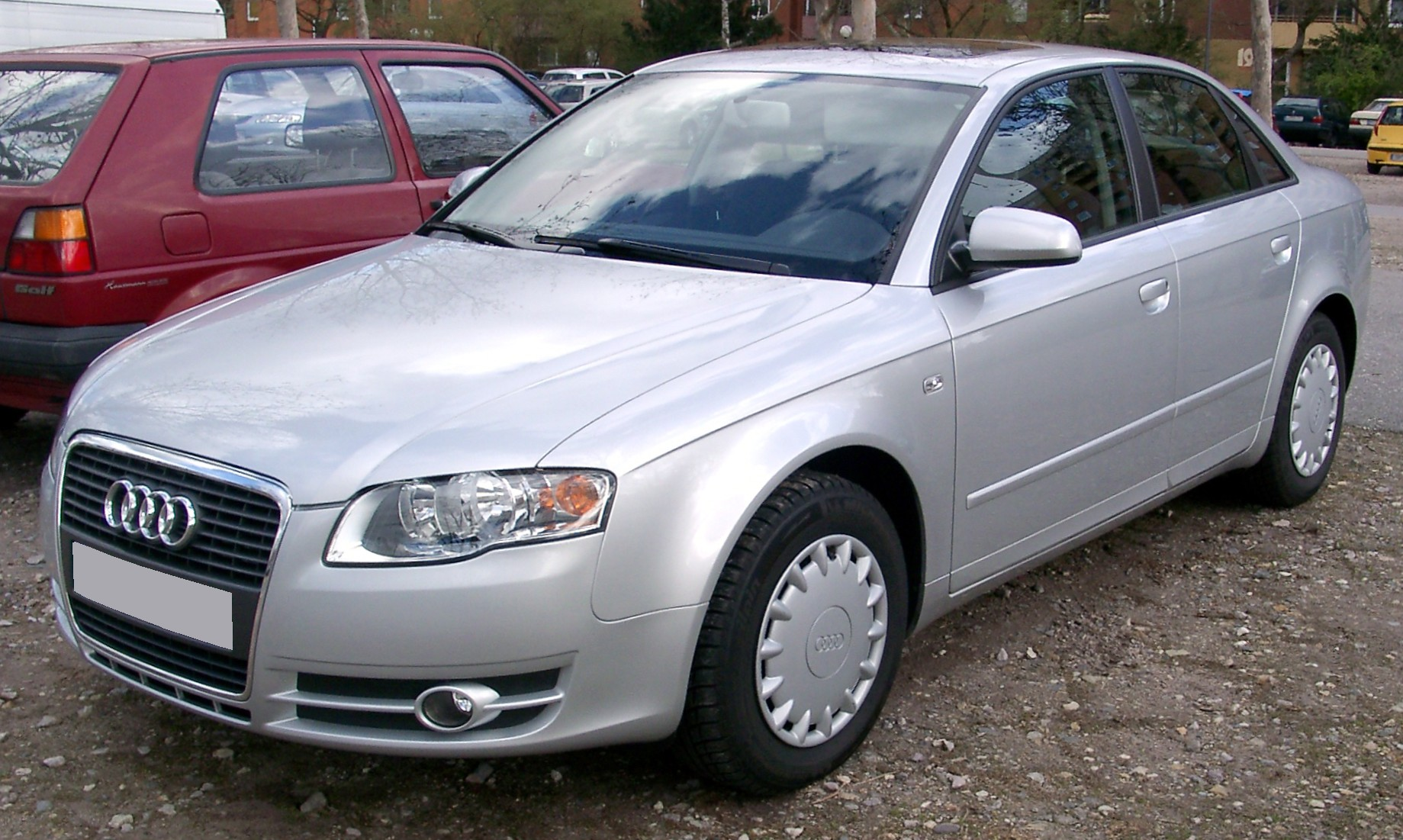
B7 en 2008

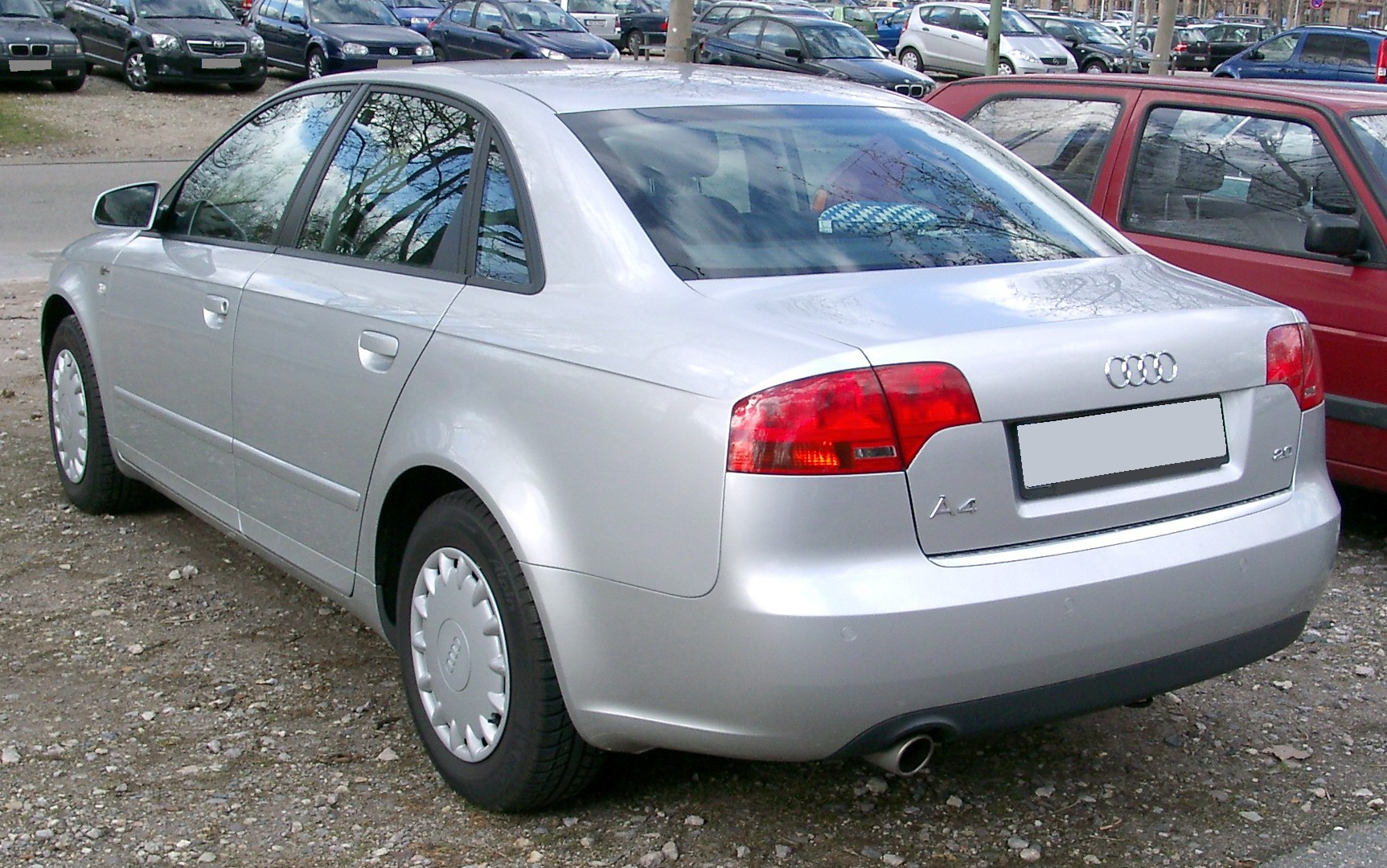
Vista trasera

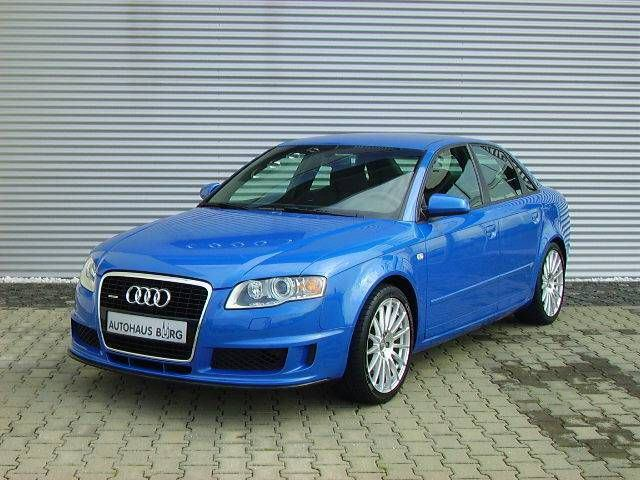
Edición DTM

Audi presentó un A4 mejorado a principios de 2004, con la designación interna B7. Aunque se le dio una designación de plataforma nueva, el B7 es en esencia una versión mejorada fuertemente rediseñada del B6, con la configuración de aceleración rediseñada, la geometría de suspensión, nueva gama de motores de combustión interna, sistemas de navegación y electrónica de chasis (incluyendo un nuevo y avanzado sistema de ESP de Bosch 8.0). El ensamble de la parrilla delantera está diseñado hacia una forma alta trapezoidal de la misma manera que el A6 C6 (tercera generación); sin embargo, el tablero y el interior quedaron prácticamente sin cambios desde el B6, sin tomar en cuenta detalles pequeños. 
La nomenclatura interna de la plataforma de Audi usa PL46 (passenger car longitudinal platform, tamaño 4, generación 6) para los chasis B6 y B7. Las designaciones internas Typ 8E y Typ 8H también se traen desde la gama B6 del A4, pero ahora tienen el sufijo de identificación adicional -8EC para el sedán, 8ED para el Avant y 8HE para el descapotable. 
La alineación de motores recibió muchas adiciones. La presentación en 2005 de la inyección FSI en los motores a gasolina 2.0 TFSI y 3.2 V6 FSI, así como otros refinamientos, incrementaron la potencia de salida a 200 PS y 255 PS, respectivamente. Estos motores usan una configuración de cuatro válvulas por cilindro. El diseño de 5 válvulas anterior era incompatible con el sistema de inyección directa FSI (debido a la ubicación del inyector de gasolina, que ahora descarga directamente en la cámara de combustión). El motor a diésel 2.0 de inyección directa turbocargada (TDI) ahora combinó tecnología de Pumpe Düse (inyector unitario) (PD) con 16 válvulas, mientras que el diésel 2.5 TDI V6 fue reemplazado por un 3.0 V6 TDI, ofreciendo un modelo con 204 PS que fue actualizado a un modelo con 233 PS en 2006. Después de añadió un 2.7 V6 TDI.
Un diferencial Torsen T-2 basado en tracción integral permanente quattro se quedó como una opción para la mayoría de los modelos de A4. Audi retiró su transmisión manual de 5 velocidades en favor de una nueva Getrag de 6 velocidades. Igual que antes, en los modelos tracción delantera era opción tener una transmisión continuamente variable (CVI) multitronic, ahora con 'siete velocidades' seleccionables; mientras que una transmisión automática ZF convencional de seis velocidades tiptronic fue la opción en los modelos tracción integral quattro.
Además del Audi S4, que llevó el tren motriz del S4 B6, Audi presentó de nuevo en la alineación el Audi RS4 desarrollado por Audi Sport GmbH (RS por RennSport) por primera vez con cuerpo sedán y descapotable, y con motor FSI 4.2 litros V8, naturalmente aspirado. Otra importante inclusión en el RS4 fue un sistema de última generación de tracción integral quattro Torsen T-3, que utiliza un sesgo de distribución de torque dinámico frontal-trasero 40:60 asimétrico 'predeterminado'. Este nuevo centro diferencial asimétrico al principio solo estuvo disponible en el RS4, pero se agregó un año después al S4. El resto de la gama del A4 B7 siguió usando el diferencial central de separación dinámico 50:50 T-2.
Una variante desarrollada por Sport GmbH se presentó por primera vez en mayo de 2005 y fue llamada "Audi A4 DTM Edition". Se inspiró en los carros de carreras de Audi del Deutsche Tourenwagen Masters de 2004, y fue presentado en 2006 como una opción más. El motor 2.0T FSI recibió un mapeo de software mejorado al ECU, lo que incrementó la entrega a 220 PS y 300 Nm de torque. Estuvo disponible con tracción delantera o tracción integral quattro.
El modelo B7 Cabriolet llegó después que las otras variantes de carrocerías, sus ventas comenzaron en febrero de 2006. Para este descapotable lo nuevo fue una versión 2.0 TDI de nivel de entrada, pero no ofreció caja de cambios CVT multitronic.
En 2007 Audi presentó una versión del B7 llamada 'Special Edition', que partía de las especificaciones del S-Line y además incluía un paquete de óptica negro, llantas de aleación con diseño 'radio doble de 7 brazos' 8J X 18 al estilo del RS4, piel dos-tonos grafito/negro Volterra, volante multifunción en piel/Alcántara deportivo con transmisión manual y freno de mano con costuras doradas en Alcántara, frenos ventilados de disco frontales perforados en cruz, tubos de escape y raíles de techo (solo en el modelo Avant) en negro. También se aumentó su potencia 20 PS, dándole una entrega de 220 PS al modelo 2.0T.[cita requerida]
De acuerdo con una hoja de inspección de vehículo sueca de 2007, el Audi A4 Avant con motor diésel es el vehículo más confiable disponible el mercado, con una taza de rechazo de inspección vehicular del 0.0% en la categoría de tres años de antigüedad.

### SEAT Exeo
Cuando se prensentó la gama sucesora A4 B8, la serie B7 fue reestilizada y reemplacada como SEAT Exeo en 2008, haciéndose cambios en el frente y la parte trasera así como un cambio el equipo interior del A4 Cabriolet. Se desmanteló la línea de producción Audi completa del A4 B7 en la Planta Audi de Ingolstadt y se mandó a la fábrica de SEAT del mismo Grupo Volkswagen en Martorell, España.

### Motorizaciones
| Periodo                        | 2004-2008             | 2004-2008                           | 2006-2008                           | 2004-2009                                     | 2005-2008                                                       | 2004-2009                                     | 2004-2009                                                       | 2004-2009                                         | 2005-2009                            |
| Identificación del motor       | ALZ                   | BFB                                 | ALT                                 | BPJ                                           | BGB, BWE                                                        | BUL                                           | AUK                                                             | BBK                                               | BNS                                  |
| Tipo de motor                  | L4 8v                 | L4 20v, turbo, intercooler          | L4 20v                              | L4 16v, inyección directa, turbo, intercooler | L4 16v, inyección directa, turbo, intercooler                   | L4 16v, inyección directa, turbo, intercooler | V6 24v, inyección directa                                       | V8 40v                                            | V8 32v, inyección directa            |
| Diámetro x carrera             | 81,0 × 77,4 mm        | 81,0 × 86,4 mm                      | 82,5 × 92,8 mm                      | 82,5 × 92,8 mm                                | 82,5 × 92,8 mm                                                  | 82,5 × 92,8 mm                                | 84,5 × 92,8 mm                                                  | 84,5 × 92,8 mm                                    | 84,5 × 92,8 mm                       |
| Cilindrada                     | 1595 cm³              | 1781 cm³                            | 1984 cm³                            | 1984 cm³                                      | 1984 cm³                                                        | 1984 cm³                                      | 3123 cm³                                                        | 4163 cm³                                          | 4163 cm³                             |
| Relación de compresión         | 10.3: 1               | 9.3: 1                              | 10.3: 1                             | 10.5: 1                                       | 10.5: 1                                                         | 10.5: 1                                       | 12.5: 1                                                         | 11.0: 1                                           | 12.5: 1                              |
| Potencia máxima: CV (kW) @ rpm | 102 CV (75 kW) @ 5600 | 163 CV (120 kW) @ 5700              | 130 CV (96 kW) @ 5700               | 170 CV (125 kW) @ 4300-6000                   | 200 CV (147 kW) @ 5100-6000                                     | 220 CV (162 kW) @ 5900-6100                   | 255 CV (188 kW) @ 6500                                          | 344 CV (253 kW) @ 7000                            | 420 CV (309 kW) @ 7800               |
| Par máximo: Nm @ rpm           | 148 Nm @ 3800         | 225 Nm @ 1950-4700                  | 195 Nm @ 3300                       | 280 Nm @ 1800–4200                            | 280 Nm @ 1800–4200                                              | 300 Nm @ 2200-4000                            | 330 Nm @ 3250                                                   | 410 Nm @ 3500                                     | 430 Nm @ 5500                        |
| Tracción                       | Delantera             | Delantera / Total (Quattro)         | Delantera                           | Delantera / Total (Quattro)                   | Delantera / Total (Quattro)                                     | Delantera / Total (Quattro)                   | Delantera / Total (Quattro)                                     | Total (Quattro)                                   | Total (Quattro)                      |
| Transmisión                    | Manual, 5 velocidades | Manual, 5 velocidades / Multitronic | Manual, 5 velocidades / Multitronic | Manual, 6 velocidades                         | Manual, 6 velocidades / Multitronic / Automática, 6 velocidades | Manual, 6 velocidades                         | Manual, 6 velocidades / Multitronic / Automática, 6 velocidades | Manual, 6 velocidades / Automática, 6 velocidades | Manual, 6 velocidades                |
| Aceleración 0–100 km/h         | 12.6 s                | 8.6 s                               | 9.9 s                               | 7.8 s                                         | 7.1 s                                                           | 7.0 s                                         | 6.8 s                                                           | 5.6 s                                             | 4.8 s                                |
| Velocidad máxima               | 190 km/h              | 228 km/h                            | 212 km/h                            | 232 km/h                                      | 241 km/h                                                        | 247 km/h                                      | 250 km/h (limitada electrónicamente)                            | 250 km/h (limitada electrónicamente)              | 250 km/h (limitada electrónicamente) |
| Consumo combinado (L/100 km)   | 7.7                   | 8.2                                 | 8.0                                 | 7.1                                           | 8.0                                                             | 8.0                                           | 9.5                                                             | 13.3                                              | 13.7                                 |

| Periodo                        | 2004-2008                                                    | 2004-2009                                                    | 2004-2009                                                     | 2006-2008                                                     | 2004-2005                                     | 2004-2005                                     | 2006-2008                                                  | 2004-2005                                                  | 2005-2008                                                  |
| Identificación del motor       | BKE, BRB                                                     | BPW                                                          | BLB, BRE                                                      | BRD                                                           | BCZ                                           | BDG                                           | BPP                                                        | BKN                                                        | ASB                                                        |
| Tipo de motor                  | L4 8v, inyección directa, inyector-bomba, turbo, intercooler | L4 8v, inyección directa, inyector-bomba, turbo, intercooler | L4 16v, inyección directa, inyector-bomba, turbo, intercooler | L4 16v, inyección directa, inyector-bomba, turbo, intercooler | V6 24v, inyección directa, turbo, intercooler | V6 24v, inyección directa, turbo, intercooler | V6 24v, inyección directa, common-rail, turbo, intercooler | V6 24v, inyección directa, common-rail, turbo, intercooler | V6 24v, inyección directa, common-rail, turbo, intercooler |
| Diámetro x carrera             | 79,5 × 95,5 mm                                               | 81,0 × 95,5 mm                                               | 81,0 × 95,5 mm                                                | 81,0 × 95,5 mm                                                | 78,3 × 86,4 mm                                | 78,3 × 86,4 mm                                | 83,0 × 83,1 mm                                             | 83,0 × 91,4 mm                                             | 83,0 × 91,4 mm                                             |
| Cilindrada                     | 1896 cm³                                                     | 1968 cm³                                                     | 1968 cm³                                                      | 1968 cm³                                                      | 2496 cm³                                      | 2496 cm³                                      | 2698 cm³                                                   | 2967 cm³                                                   | 2967 cm³                                                   |
| Relación de compresión         | 19.0: 1                                                      | 18.5: 1                                                      | 18.5: 1                                                       | 18.5: 1                                                       | 18.0: 1                                       | 18.0: 1                                       | 17.0: 1                                                    | 16.8: 1                                                    | 17.0: 1                                                    |
| Potencia máxima: CV (kW) @ rpm | 115 CV (85 kW) @ 4000                                        | 140 CV (103 kW) @ 4000                                       | 140 CV (103 kW) @ 4000                                        | 170 CV (125 kW) @ 4200                                        | 163 CV (120 kW) @ 4000                        | 163 CV (120 kW) @ 4000                        | 180 CV (132 kW) @ 3300-4250                                | 204 CV (150 kW) @ 3500-4500                                | 233 CV (171 kW) @ 3500-4000                                |
| Par máximo: Nm @ rpm           | 285 Nm @ 1900                                                | 320 Nm @ 1750-2500                                           | 320 Nm @ 1750-2500                                            | 350 Nm @ 1750-2500                                            | 310 Nm @ 1400-3600                            | 350 Nm @ 1500–3000                            | 380 Nm @ 1400-3300                                         | 450 Nm @ 1400-3150                                         | 450 Nm @ 1400-3200                                         |
| Tracción                       | Delantera                                                    | Delantera / Total (Quattro)                                  | Delantera / Total (Quattro)                                   | Delantera / Total (Quattro)                                   | Delantera                                     | Delantera                                     | Delantera                                                  | Total (Quattro)                                            | Total (Quattro)                                            |
| Transmisión                    | Manual, 5 velocidades                                        | Manual, 6 velocidades / Multitronic                          | Manual, 6 velocidades / Multitronic                           | Manual, 6 velocidades                                         | Multitronic                                   | Manual, 6 velocidades                         | Manual, 6 velocidades / Multitronic                        | Manual, 6 velocidades / Automática, 6 velocidades          | Manual, 6 velocidades / Automática, 6 velocidades          |
| Aceleración 0–100 km/h         | 11.2 s                                                       | 9.7 s                                                        | 9.7 s                                                         | 8.6 s                                                         | 8.9 s                                         | 8.8 s                                         | 8.4 s                                                      | 7.2 s                                                      | 6.8 s                                                      |
| Velocidad máxima               | 201 km/h                                                     | 212 km/h                                                     | 212 km/h                                                      | 228 km/h                                                      | 219 km/h                                      | 227 km/h                                      | 230 km/h                                                   | 235 km/h                                                   | 245 km/h                                                   |
| Consumo combinado (L/100 km)   | 5.6                                                          | 6.0                                                          | 5.7                                                           | 5.8                                                           | 6.8                                           | 6.8                                           | 6.7                                                        | 7.6                                                        | 7.8                                                        |

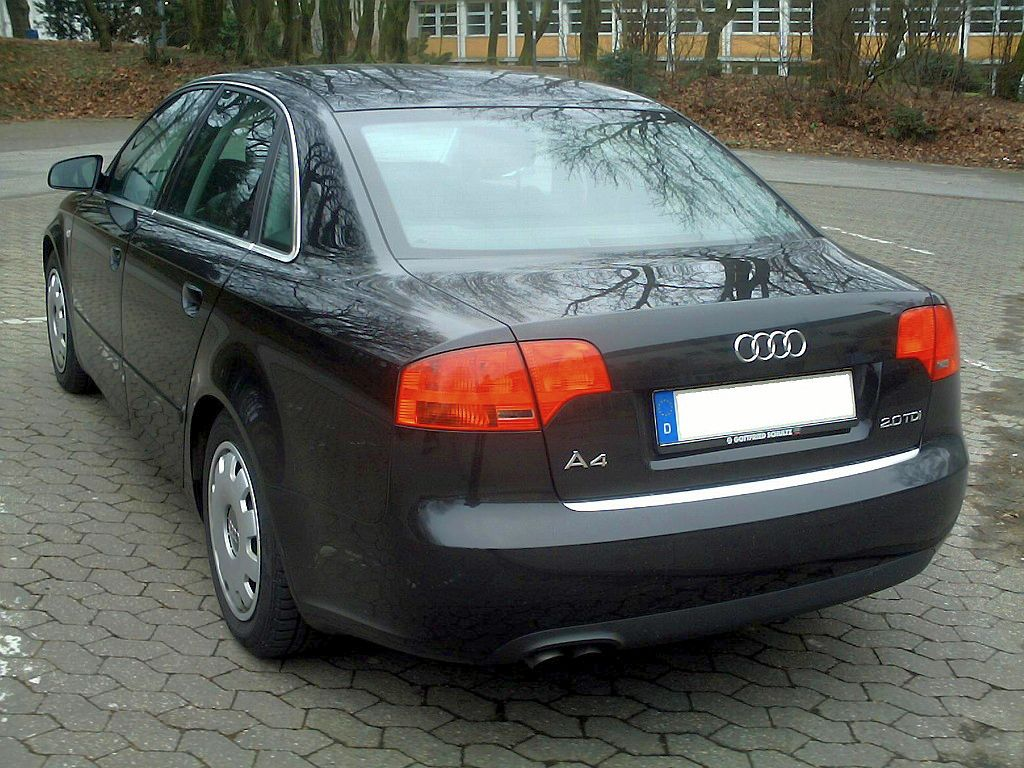
Audi A4 B7 sedán.
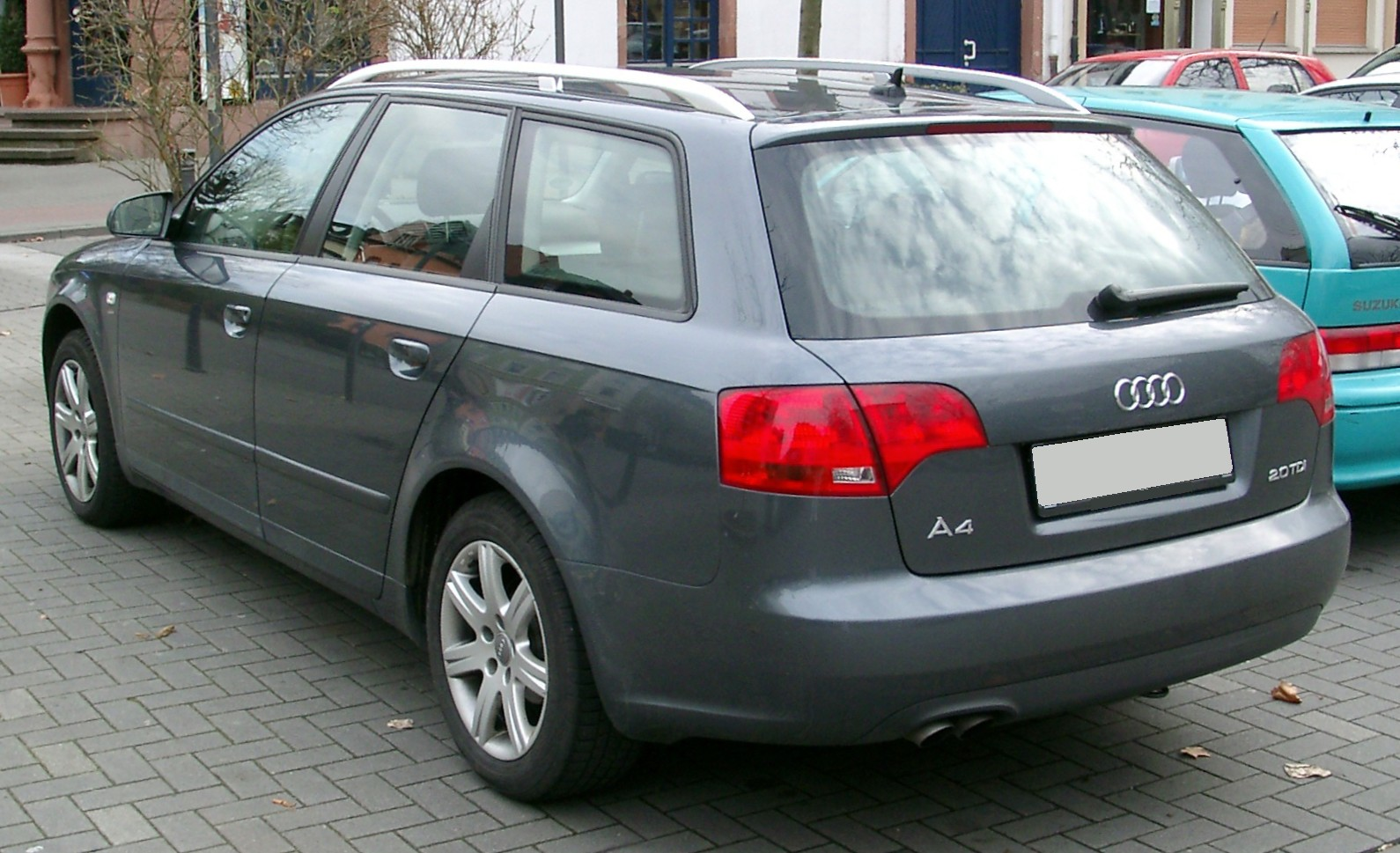
Vista trasera.
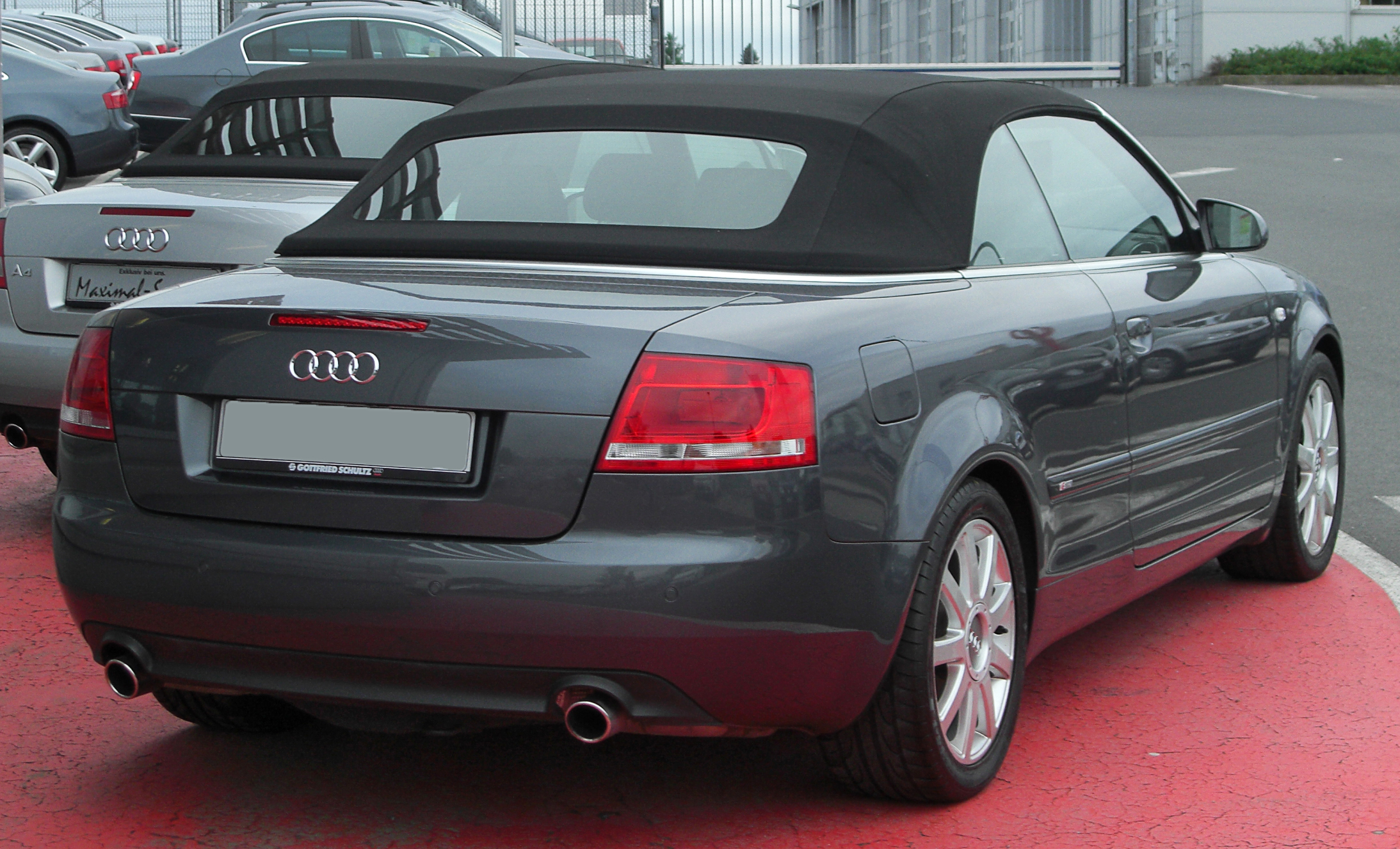
Audi A4 B7 cabriolet.

## Audi A4 B8 (2008-2015)

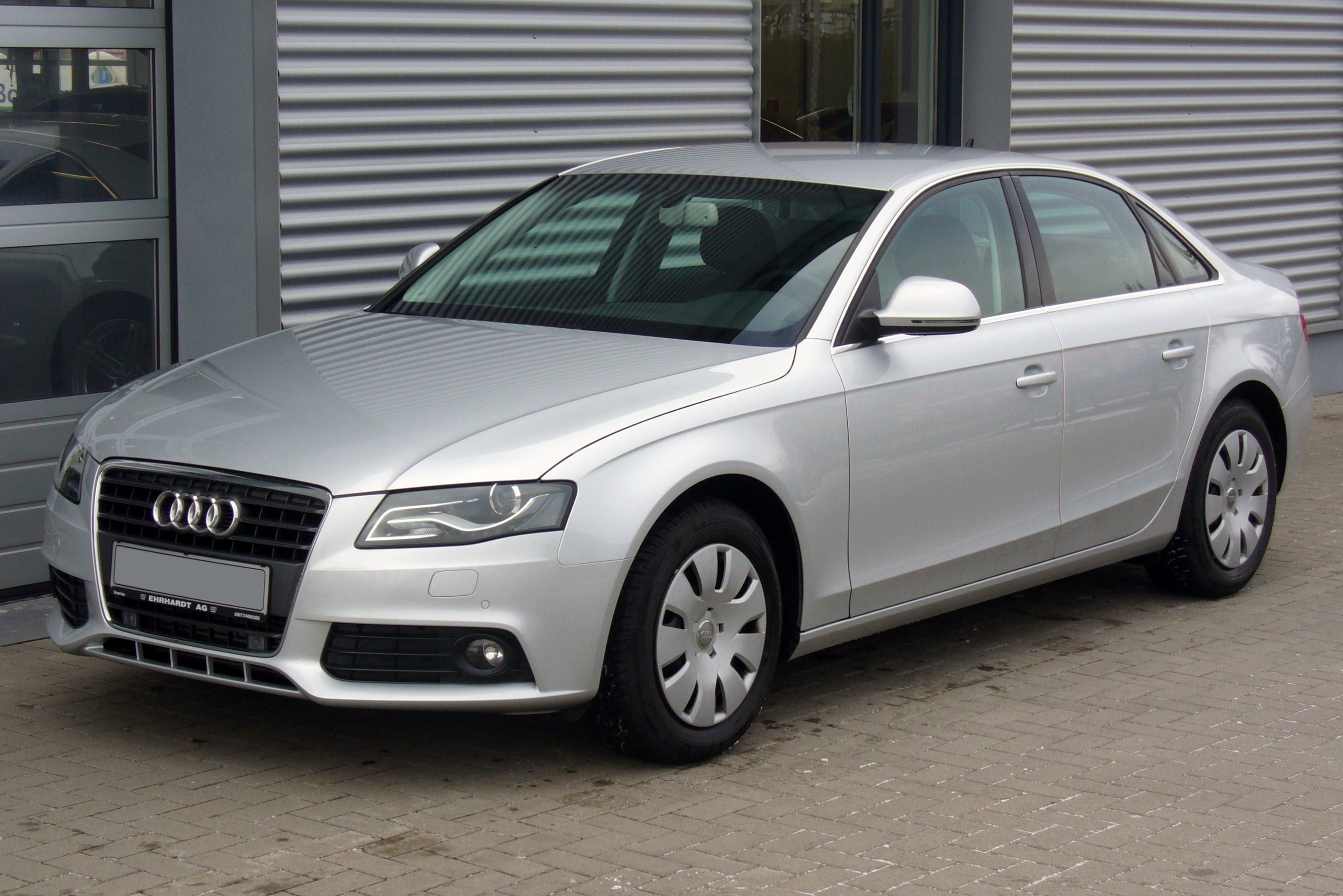
B8 Limousine Ambiente 2.0 TDI

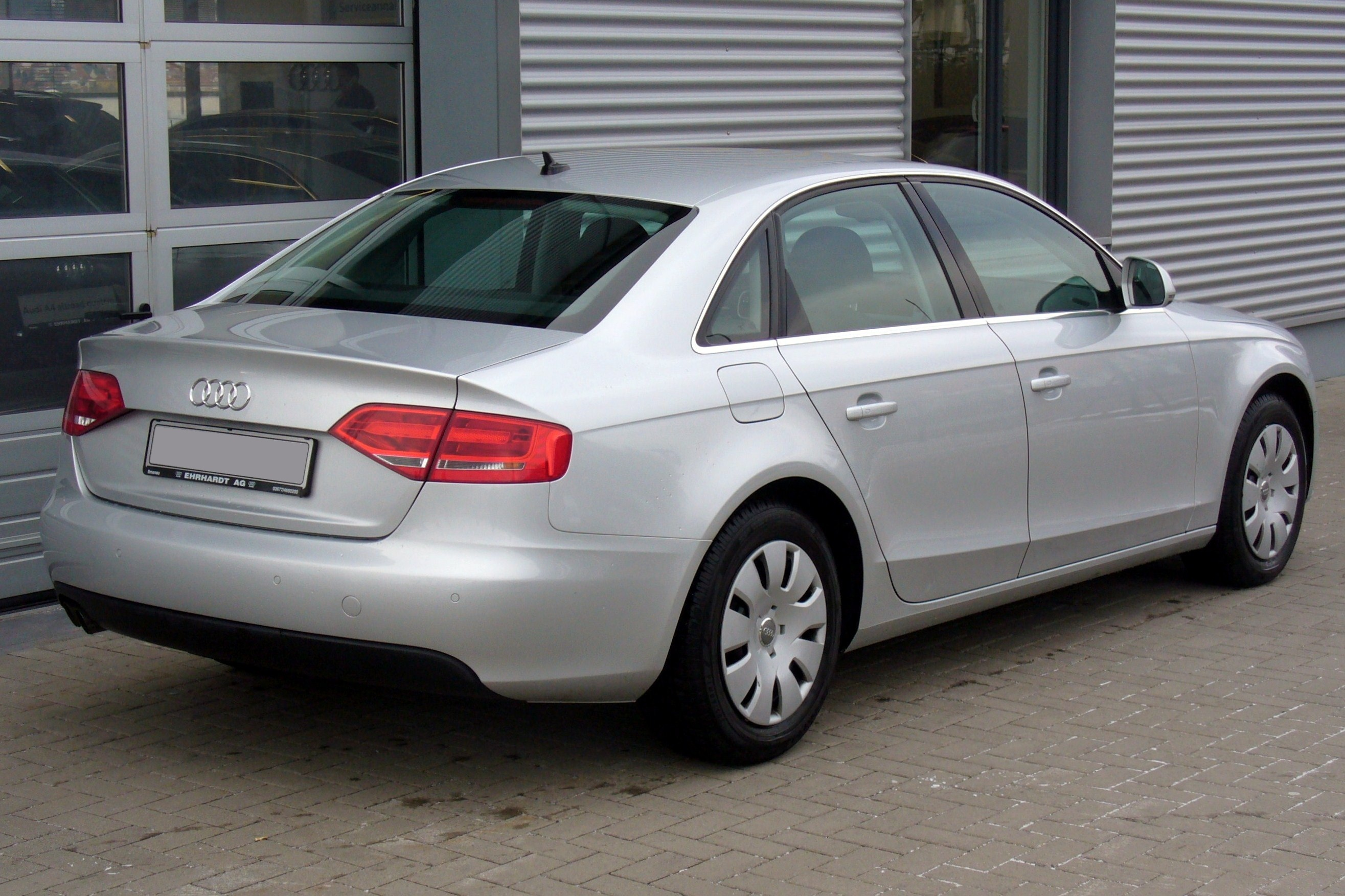
Vista trasera

La cuarta generación del A4 (código interno: B8) se mostró oficialmente al público en el Salón del Automóvil de Fráncfort de 2007 en su variante sedán, y en el Salón del Automóvil de Ginebra de 2008 como familiar. El Audi A5 es un deportivo similar en estructura, gama de motores y diseño al A4, que se ofrece con carrocerías coupé y descapotable.
Los motores gasolina son un cuatro cilindros en línea de 1.8 litros y 120 o 160 CV, un cuatro cilindros en línea de 2.0 litros y 180 o 210 CV, un seis cilindros en V de 3.2 litros y 265 CV, y un seis cilindros en V de 3.0 L y 333 CV. Todos ellos tienen inyección directa y cuatro válvulas por cilindro. Los cuatro cilindros en línea tienen turbocompresor e intercooler, en tanto que el 3.0 L, que corresponde a la variante S4, lleva compresor volumétrico e intercooler. Estos motores vinieron con problemas de consumo de aceite, hasta un cuarto de aceite ente cambio y cambio.
Los motores diésel son un cuatro cilindros en línea de 2.0 L que desarrolla 120, 143 o 170 CV, un V6 de 2.7 L y 190 CV, y un V6 de 3.0 L y 240 CV. Posteriormente se añadió a la gama el eficiente motor 2.0 TDIe que ofrece 136 CV  siendo sus consumos menores que el del 2.0 TDI de 120 CV. Todos tienen turbo de geometría variable, inyección directa con alimentación por conducto común, intercooler y cuatro válvulas por cilindro. Esta cuarta generación del modelo A4 es la primera en montar faros diurnos mediante diodos led.
La fabricación del B8 se terminó en cinco lugares de producción. Mientras que el sedán, el familiar y los modelos S-/RS- salieron de la fábrica de Audi en Ingolstadt, en Neckarsulm solo se construyó el sedán. En Aurangabad, india se entregaron desde Neckarsulm kits de ensamblaje CKD del A4 sedán en la propiedad de una fábrica de Škoda para su fabricación y exportación conjunta. En China, se fabricó con FAW-Volkswagen en Changchun la versión larga del sedán A4L para el mercado chino. A partir de 2011 terminó el montaje de kits de ensamblaje del A4 sedán en Indonesia.
Vehículos comparables con el A4 son el BMW Serie 3 y el Mercedes-Benz Clase C, también el Infiniti Q50, Citroën DS5 y Cadillac ATS.

### Rediseño
En octubre de 2011 tuvo un rediseño. Las principales novedades del «Audi A4 2012» son una actualización estética del frontal, introducción de mecánicas un 11% más eficientes y una renovación del habitáculo, así como del equipamiento. Las potencias están comprendidas entre 120 CV y los 333 CV del Audi S4 con motorizaciones diésel y gasolina, ofreciendo hasta 23 combinaciones de transmisión y motor. En febrero de 2012 se presentó el Audi RS4 Avant, la versión más potente con un motor 4.2 V8 idéntico al del RS5, que rinde una potencia de 450 CV a 8.250 rpm.
El 9 de mayo de 2012, Audi Argentina lanzaba al mercado argentino a un rediseño del A4. Recibió retoques estéticos. Se puede asociar a un 1.8 TFSI de 170 cv, tracción delantera, y caja manual de seis marchas o Multitronic de ocho velocidades. También se ofreció en un 3.0 TFSI de 272 cv, solo con tracción integral Quattro y caja automática S-Tronic de siete velocidades. Además, se ofreció un 2.0 TFSI de 211 cv, tracción delantera o Quattro, y caja manual de seis marchas o Multitronic de ocho velocidades. Otra motorización fue la 2.0 TDI de 143 cv, solo con tracción delantera y caja Multitronic. Por último, un impulsor 3.0 TDI de 240 cv, tracción Quattro y caja automática S-Tronic. Tuvo la gama de motores más amplia del segmento, totalizando un total de cinco impulsores. En ese momento, la actualización únicamente llegó para el A4 sedan, no para el A4 Avant, S4 y A4 Allroad. Los niveles de equipamiento fueron bastante variados. La entrada a gama, el A4 1.8 TFSi Attraction, trae de serie: seis airbags, frenos ABS, control de estabilidad, tapizado en tela, climatizador de una zona, control de crucero, sistema multimedia con pantalla de 6,5 pulgadas, llantas de 16 pulgadas, auxilio temporal y freno de estacionamiento eléctrico. Al tope de gama se ubica el A4 3.0 TFSi Quattro, que agrega de serie inserciones en el habitáculo de aluminio y nogal, tapizado en cuero Milano, Audi Parking System, climatizador de tres zonas, techo solar y llantas de 17 pulgadas. Todas las versiones traen opcionales. De esta manera, el A4 ahora tenía catorce versiones en Argentina, con una garantía de tres años o 90.000 kilómetros. 

### Tipos de carrocería

#### Sedán

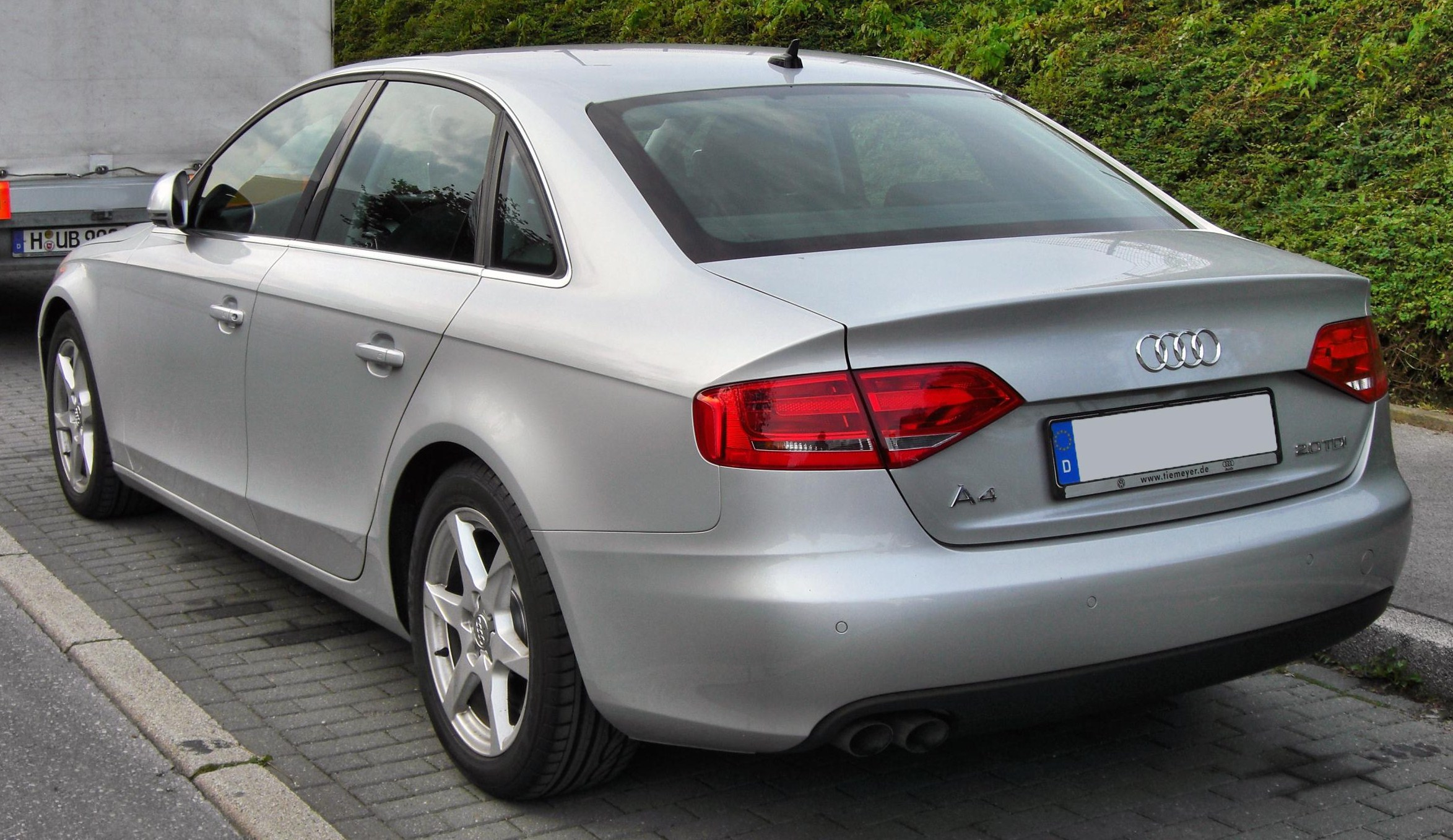
Vista trasera del sedán 2.0 TDI

Audi lanzó las primeras imágenes oficiales  de la serie B8 en agosto de 2007, y reveló el carro al público en septiembre de 2007 en el Salón del Automóvil de Fráncfort. Se ofrecieron modelos Sedán (Saloon) y Familiar (Avant). 

#### Avant

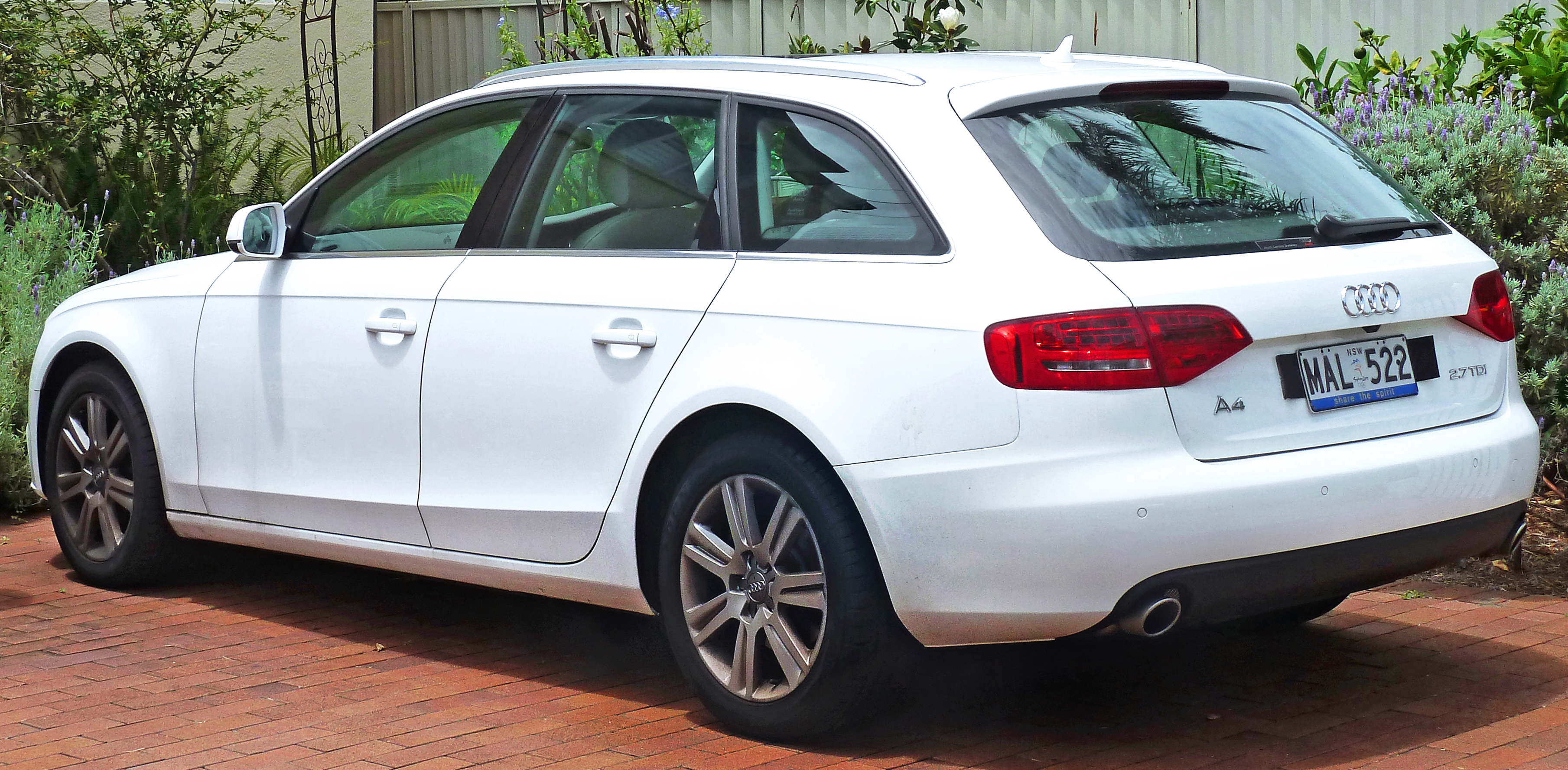
Avant 2.7 TDI de 2009-2010

El Familiar/Station Wagon Avant se presentó en marzo de 2008 en el Salón del Automóvil de Ginebra.

#### A4L

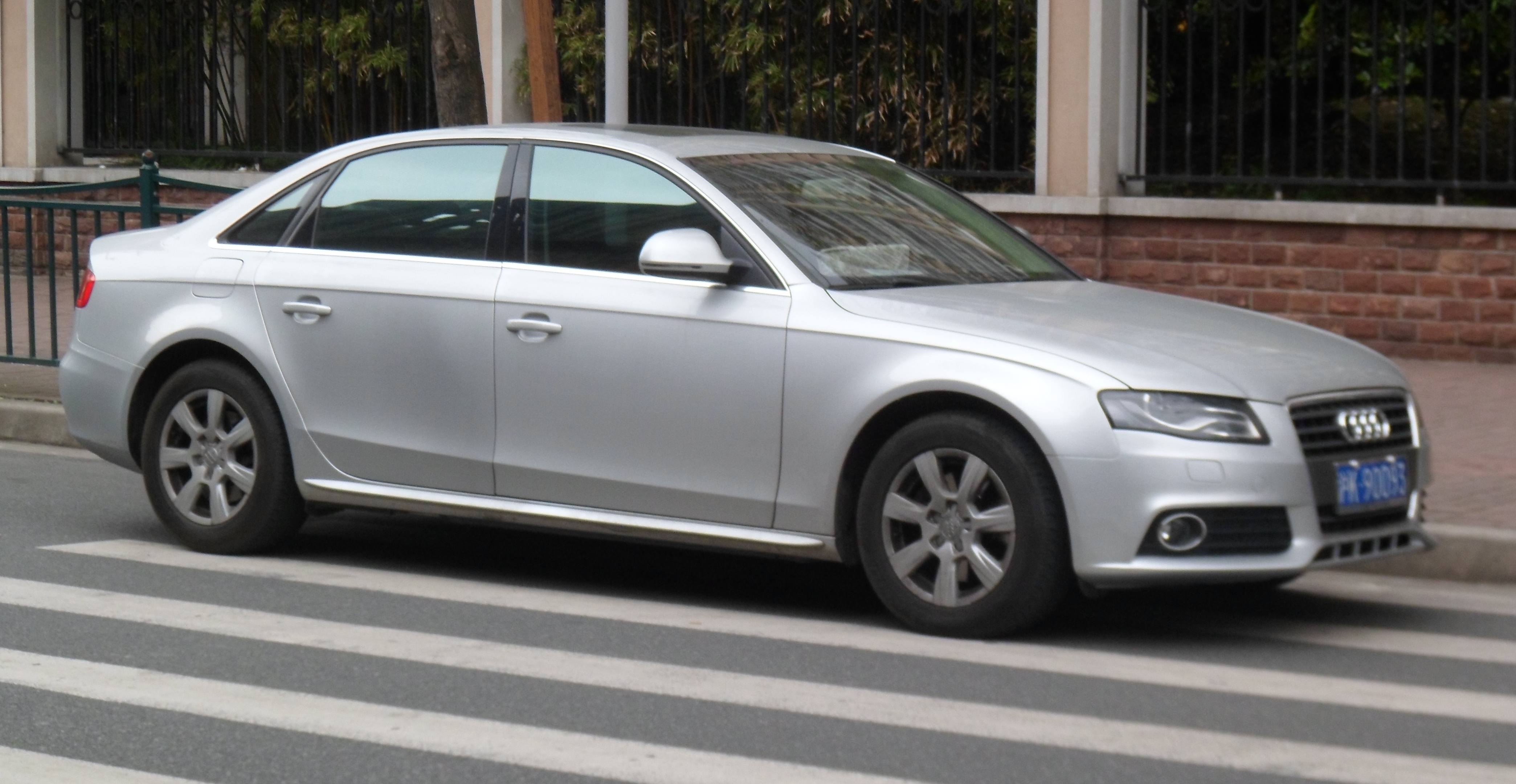
A4L en China

El A4L es una versión de distancia entre ejes larga para el mercado chino, con 60 mm más batalla y longitud. El vehículo se presentó en el Salón del Automóvil de Guangzhou de 2008. La versión de producción salió a la venta en enero de 2009. Entre los modelos de lanzamiento se incluía un 2.0 TFSI con 180 hp y un 3.2 FSI con 265 hp.

#### Allroad

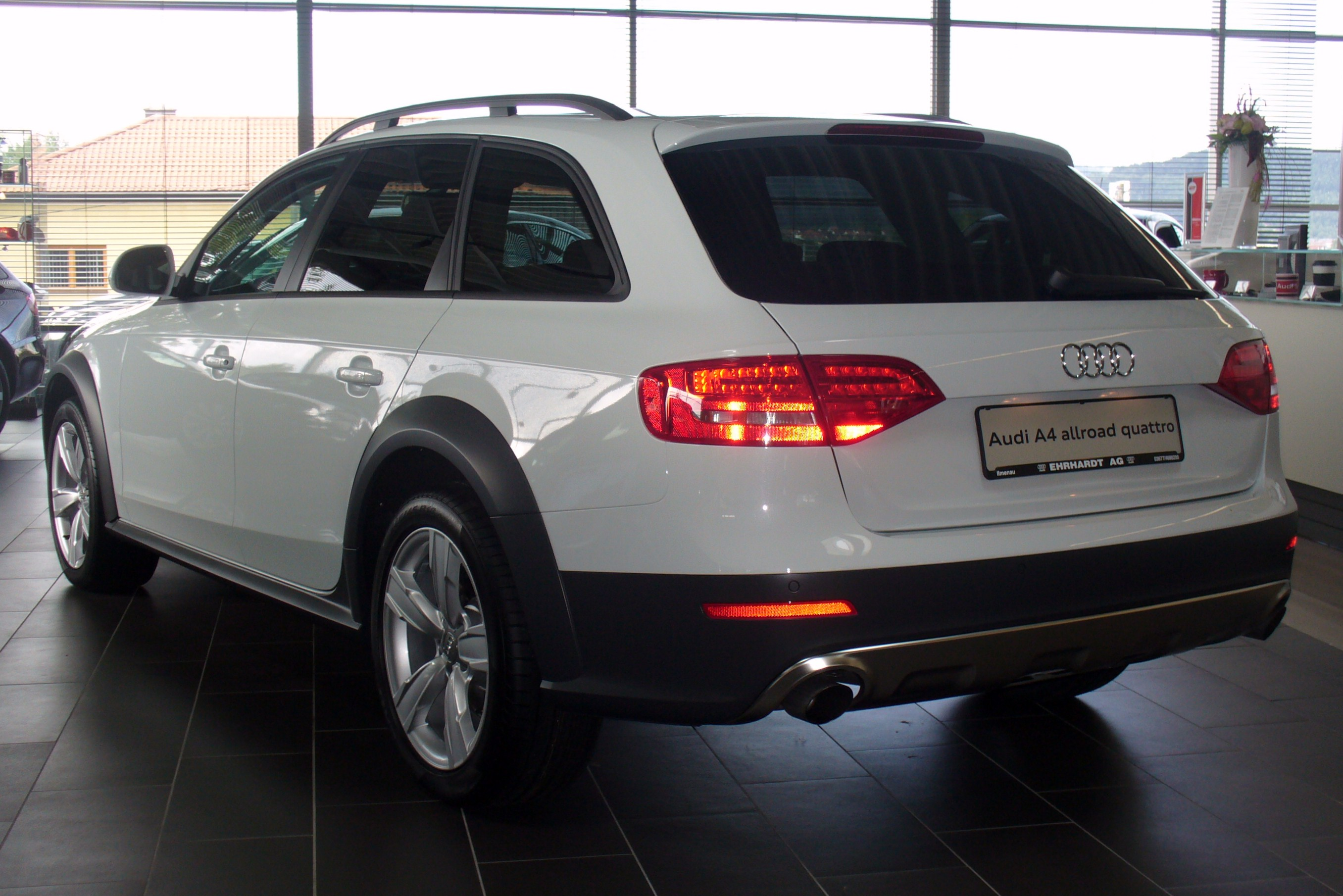
Vista trrasera del Allroad 2.0 TFSI quattro S tronic

Se presentó en el Salón del Automóvil de Ginebra de 2009.
El Audi A4 allroad es una versión del A4 Avant adaptada para circular fuera del asfalto. Presenta un riel más ancho, mayor distancia del piso, tracción integral quattro permanente, una parrilla de radiador distintiva, guarda del chasís de acero inoxidable y rieles en el techo.
El A4 allroad quattro estuvo disponible a principios de verano de 2009.

### Diferencias con respecto a sus antecesores
En relación con las generaciones anteriores, este A4 tiene su motor ubicado en una posición más retrasada con respecto al eje delantero, emulando a sus dos rivales alemanes. Creció unos 120 mm en longitud con respecto al A4 anterior. El familiar se ofreció con un nivel de equipamiento llamado «A4 Allroad Quattro», que tiene accesorios estéticos similares a los de un vehículo todoterreno como el A6 Allroad Quattro.

#### Diseño

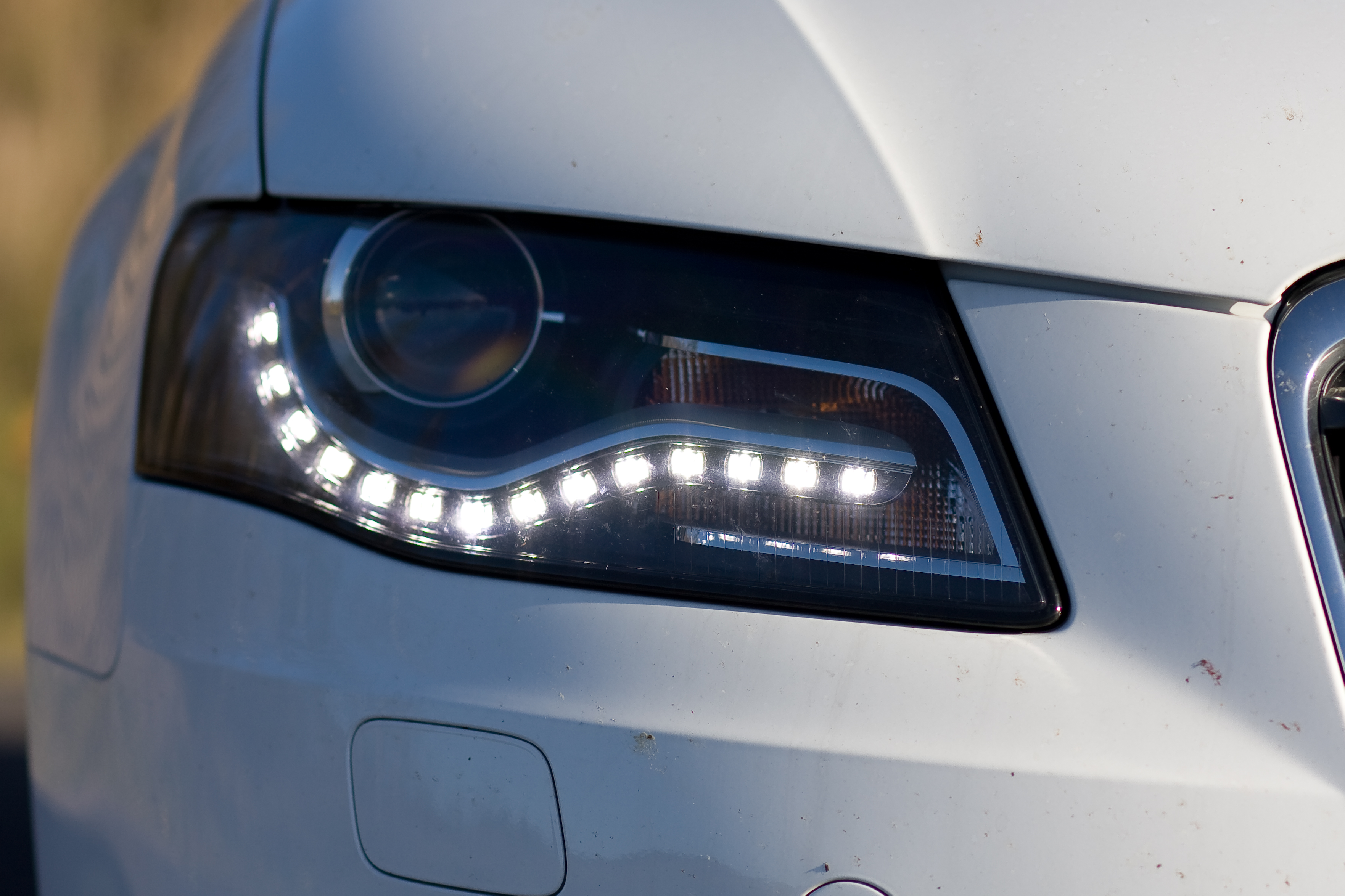
Luces de circulación diurna led.

La cuarta generación del A4 se asemeja en las partes delanteras y traseras al ya presentado en marzo de 2007, Audi A5. En comparación con el modelo anterior B7 ahora el vehículo fue 117 mm más largo y 54 mm más ancho. Como elementos de diseño especialmente distintivos se encuentran los retrovisores grandes con luces direccionales led integradas y en conexión con las faros xenón opcionales. Se ofrecieron además luces de circulación diurna con tecnología led.
El diseño del interior se orientó como el del Audi A5. De este modo la consola central se orientó hacia el conductor y en medio se encuentra el tablero de instrumentos, ya hacia el radio se puede encontrar un equipamiento de sistema de navegación con pantalla de 6.5 o 7 pulgadas. El manejo se logra mediante un cauteloso sistema de navegación con terminales MMI separadas en la consola central o vía la reproducción de lógica de control MMI una radio "normal". Otras funciones importantes como el volumen de la radio o control del aire acondicionado se pueden cambiar de manera independiente de esta interfaz de usuario.

### Seguridad
Euro NCAP probó la cuarta generación del Audi A4 y comentaron:
- Impacto frontal

Hubo una distorsión despreciable  en el compartimento del pasajero en la prueba frontal. Las bolsas de aire adaptativas y los cinturones de seguridad adaptan el tiempo y el grado de apriete para cubrir el tamaño del ocupante y la gravedad del impacto. En este caso, tanto el conductor como el pasajero estuvieron bien protegidos. 
- Impacto lateral

El A4 alcanzó la puntuación máxima en las pruebas de impacto lateral y poste. 
- Ocupante inftantil

El A4 alcanzó la puntuación máxima por su protección del infante de año y medio y el niño de 3 años basado en las respuestas de los maniquís en las pruebas a escala total. No había etiqueta alguna advirtiendo claramente de los peligros de usar una retención volteando hacia atrás en el asiento del pasajero frontal pero la presencia de marcas de ISOFIX se indicó claramente en los asientos traseros. 
- Peatón

El parachoques sacó la puntuación máxima por su protección a las piernas de los peatones pero el borde frontal del capó no obtuvo ninguna. El capó fue calificado predominantemente pobre por la protección que ofreció para la cabeza de un adulto golpeado.[cita requerida]
| Resultados de prueba Euro NCAP (2008) | Resultados de prueba Euro NCAP (2008) | Resultados de prueba Euro NCAP (2008) |
| ------------------------------------- | ------------------------------------- | ------------------------------------- |
| Audi A4, 4P sedán (2008)              |                                       |                                       |
| Prueba                                | Puntuación                            | Calificación                          |
| Ocupante adulto                       | 34                                    | 5/5 estrellas                         |
| Ocupante infantil                     | 41                                    | 4/5 estrellas                         |
| Peatón                                | 14                                    | 2/4 estrellas                         |

### Motorizaciones
| Motores de gasolina            | Motores de gasolina                           | Motores de gasolina                           | Motores de gasolina                           | Motores de gasolina                           | Motores de gasolina                                             | Motores de gasolina                                             | Motores de gasolina                                             | Motores de gasolina                               | Motores de gasolina                               | Motores de gasolina                  | Motores de gasolina                  |        |
|                                | 1.8 TFSI                                      | 1.8 TFSI                                      | 1.8 TFSI                                      | 2.0 TFSI Flex Fuel                            | 2.0 TFSI                                                        | 2.0 TFSI                                                        | 2.0 TFSI                                                        | 3.0 TFSI                                          | 3.0 TFSI (S4)                                     | 3.2 FSI                              | 4.2 FSI (RS4)                        |        |
| ------------------------------ | --------------------------------------------- | --------------------------------------------- | --------------------------------------------- | --------------------------------------------- | --------------------------------------------------------------- | --------------------------------------------------------------- | --------------------------------------------------------------- | ------------------------------------------------- | ------------------------------------------------- | ------------------------------------ | ------------------------------------ | ------ |
| Periodo                        | 2008-2015                                     | 2007-2011                                     | 2011-2015                                     | 2009-2015                                     | 2008-2011                                                       | 2008-2013                                                       | 2013-2015                                                       | 2012-2015                                         | 2008-2015                                         | 2007-2011                            | 2012-2015                            |        |
| Identificación del motor       | CABA, CDHA                                    | CABB, CDHB                                    | CJEB                                          | CFKA                                          | CDNB, CAEA                                                      | CAEB, CDNC                                                      | CNCD                                                            | CMUA                                              | CAKA, CCBA                                        | CALA                                 | CFSA                                 |        |
| Tipo de motor                  | L4 16v, inyección directa, turbo, intercooler | L4 16v, inyección directa, turbo, intercooler | L4 16v, inyección directa, turbo, intercooler | L4 16v, inyección directa, turbo, intercooler | L4 16v, inyección directa, turbo, intercooler                   | L4 16v, inyección directa, turbo, intercooler                   | L4 16v, inyección directa, turbo, intercooler                   | V6 24v, inyección directa, compresor, intercooler | V6 24v, inyección directa, compresor, intercooler | V6 24v, inyección directa            | V8 32v, inyección directa            |        |
| Diámetro x carrera             | 82,5 × 84,1 mm                                | 82,5 × 84,1 mm                                | 82,5 × 84,1 mm                                | 82,5 × 92,8 mm                                | 82,5 × 92,8 mm                                                  | 82,5 × 92,8 mm                                                  | 82,5 × 92,8 mm                                                  | 84,5 × 89,0 mm                                    | 84,5 × 89,0 mm                                    | 84,5 × 92,8 mm                       | 84,5 × 92,8 mm                       |        |
| Cilindrada                     | 1798 cm³                                      | 1798 cm³                                      | 1798 cm³                                      | 1984 cm³                                      | 1984 cm³                                                        | 1984 cm³                                                        | 1984 cm³                                                        | 2995 cm³                                          | 2995 cm³                                          | 3197 cm³                             | 4163 cm³                             |        |
| Relación de compresión         | 9.6: 1                                        | 9.6: 1                                        | 9.6: 1                                        | 9.6: 1                                        | 9.6: 1                                                          | 9.6: 1                                                          | 9.6: 1                                                          | 10.3: 1                                           | 10.3: 1                                           | 12.5: 1                              | 11.0: 1                              |        |
| Potencia máxima: CV (kW) @ rpm | 120 CV (88 kW) @ 3650-6200                    | 160 CV (118 kW) @ 1500-4800                   | 170 CV (125 kW) @ 3650-6200                   | 180 CV (132 kW) @ 4000-6000                   | 180 CV (132 kW) @ 4000-6000                                     | 211 CV (155 kW) @ 4300-6000                                     | 225 CV (165 kW) @ 4500-6250                                     | 272 CV (200 kW) @ 4780-6500                       | 333 CV (245 kW) @ 5500-7000                       | 265 CV (195 kW) @ 6500               | 450 CV (331 kW) @ 8250               |        |
| Par máximo: Nm @ rpm           | 230 Nm @ 1500-3650                            | 250 Nm @ 1500-4800                            | 320 Nm @ 1400-3700                            | 320 Nm @ 1500-3900                            | 320 Nm @ 1500-3900                                              | 350 Nm @ 1500-4200                                              | 350 Nm @ 1500-4500                                              | 400 Nm @ 2150-4780                                | 440 Nm @ 2900-5300                                | 330 Nm @ 3000-5000                   | 430 Nm @ 4000-6000                   |        |
| Tracción                       | Delantera                                     | Delantera / Total (Quattro)                   | Delantera / Total (Quattro)                   | Delantera / Total (Quattro)                   | Delantera / Total (Quattro)                                     | Delantera / Total (Quattro)                                     | Delantera / Total (Quattro)                                     | Total (Quattro)                                   | Total (Quattro)                                   | Delantera / Total (Quattro)          | Total (Quattro)                      |        |
| Transmisión                    | Manual, 6 velocidades / Multitronic           | Manual, 6 velocidades / Multitronic           | Manual, 6 velocidades / Multitronic           | Manual, 6 velocidades                         | Manual, 6 velocidades / Multitronic / Automática, 7 velocidades | Manual, 6 velocidades / Multitronic / Automática, 7 velocidades | Manual, 6 velocidades / Multitronic / Automática, 7 velocidades | Automática, 7 velocidades                         | Manual, 6 velocidades / Automática 7, velocidades | Manual, 6 velocidades / Multitronic  | Automática, 7 velocidades            |        |
| Peso                           | 1485–1590 kg                                  | 1485–1625 kg                                  | 1505–1635 kg                                  | 1505–1650 kg                                  | 1505–1650 kg                                                    | 1510–1725 kg                                                    | 1525–1725 kg                                                    | 1735–1790 kg                                      | 1725–1825 kg                                      | 1605–1735 kg                         | 1870 kg                              |        |
| Aceleración 0–100 km/h         | 10,5–10,8 s                                   | 8,6–8,9 s                                     | 7,9–8,3 s                                     | 7,7–8,1 s                                     | 7,7–8,6 s                                                       | 6,5–7,4 s                                                       | 6,4–6,9 s                                                       | 5,9–6,1 s                                         | 5,0–5,4 s                                         | 6,2–6,6 s                            | 4,7 s                                |        |
| Velocidad máxima               | 191–208 km/h                                  | 210–225 km/h                                  | 215–230 km/h                                  | 224–236 km/h                                  | 218–236 km/h                                                    | 230–250 km/h                                                    | 234–250 km/h                                                    | 250 km/h (limitada electrónicamente)              | 250 km/h (limitada electrónicamente)              | 250 km/h (limitada electrónicamente) | 250 km/h (limitada electrónicamente) |        |
| Consumo combinado (L/100 km)   | 6,5–7,5                                       | 7,1–7,9                                       | 5,7–6,5                                       | 6,2–6,9                                       | 6,2–7,5                                                         | 6,0–8,3                                                         | 5,8–7,1                                                         | 7,5–8,4                                           | 7,7–10,2                                          | 8,2–9,3                              | 10,7                                 |        |
| Normativa anticontaminación    | Euro 5                                        | Euro 5                                        | Euro 5, Euro 6                                | Euro 5                                        | Euro 5                                                          | Euro 5                                                          | Euro 5, Euro 6                                                  | Euro 5, Euro 6                                    | Euro 5, Euro 6                                    | Euro 5                               | Euro 5                               | Euro 5 |

| Periodo                        | 2008-2015                                                                               | 2009-2015                                                                               | 2007-2013                                                                               | 2013-2015                                                                               | 2011-2015                                                                               | 2008-2011                                                                               | 2011-2015                                                                               | 2014-2015                                                                               | 2007-2011                                                                               | 2011-2015                                                                               | 2007-2011                                                                               | 2011-2015                                                                               |
| Identificación del motor       | CAGC, CJCC                                                                              | CAGB, CJCB                                                                              | CAGA, CJCA                                                                              | CJCD, CMFB                                                                              | CAHB, CGLD                                                                              | CAHA                                                                                    | CGLC                                                                                    | CNHA                                                                                    | CAMA, CGKA                                                                              | CLAB                                                                                    | CAPA, CCWA                                                                              | CDUC, CKVC                                                                              |
| Tipo de motor                  | L4 16v, inyección directa, common rail, turbo, intercooler, filtro antipartículas (DPF) | L4 16v, inyección directa, common rail, turbo, intercooler, filtro antipartículas (DPF) | L4 16v, inyección directa, common rail, turbo, intercooler, filtro antipartículas (DPF) | L4 16v, inyección directa, common rail, turbo, intercooler, filtro antipartículas (DPF) | L4 16v, inyección directa, common rail, turbo, intercooler, filtro antipartículas (DPF) | L4 16v, inyección directa, common rail, turbo, intercooler, filtro antipartículas (DPF) | L4 16v, inyección directa, common rail, turbo, intercooler, filtro antipartículas (DPF) | L4 16v, inyección directa, common rail, turbo, intercooler, filtro antipartículas (DPF) | V6 24v, inyección directa, common rail, turbo, intercooler, filtro antipartículas (DPF) | V6 24v, inyección directa, common rail, turbo, intercooler, filtro antipartículas (DPF) | V6 24v, inyección directa, common rail, turbo, intercooler, filtro antipartículas (DPF) | V6 24v, inyección directa, common rail, turbo, intercooler, filtro antipartículas (DPF) |
| Diámetro x carrera             | 81,0 × 95,5 mm                                                                          | 81,0 × 95,5 mm                                                                          | 81,0 × 95,5 mm                                                                          | 81,0 × 95,5 mm                                                                          | 81,0 × 95,5 mm                                                                          | 81,0 × 95,5 mm                                                                          | 81,0 × 95,5 mm                                                                          | 81,0 × 95,5 mm                                                                          | 83,0 × 83,1 mm                                                                          | 83,0 × 91,4 mm                                                                          | 83,0 × 91,4 mm                                                                          | 83,0 × 91,4 mm                                                                          |
| Cilindrada                     | 1968 cm³                                                                                | 1968 cm³                                                                                | 1968 cm³                                                                                | 1968 cm³                                                                                | 1968 cm³                                                                                | 1968 cm³                                                                                | 1968 cm³                                                                                | 1968 cm³                                                                                | 2698 cm³                                                                                | 2967 cm³                                                                                | 2967 cm³                                                                                | 2967 cm³                                                                                |
| Relación de compresión         | 16.5: 1                                                                                 | 16.5: 1                                                                                 | 16.5: 1                                                                                 | 16.5: 1                                                                                 | 16.5: 1                                                                                 | 16.5: 1                                                                                 | 16.5: 1                                                                                 | 16.5: 1                                                                                 | 16.8: 1                                                                                 | 16.8: 1                                                                                 | 16.8: 1                                                                                 | 16.8: 1                                                                                 |
| Potencia máxima: CV (kW) @ rpm | 120 CV (88 kW) @ 4000                                                                   | 136 CV (100 kW) @ 3000-4400                                                             | 143 CV (105 kW) @ 4200                                                                  | 150 CV (120 kW) @ 3000-4000                                                             | 163 CV (120 kW) @ 3000-4200                                                             | 170 CV (125 kW) @ 4200                                                                  | 177 CV (130 kW) @ 4200                                                                  | 190 CV (140 kW) @ 3800-4200                                                             | 190 CV (140 kW) @ 3500-4400                                                             | 204 CV (150 kW) @ 3500-4500                                                             | 240 CV (176 kW) @ 4000-4400                                                             | 245 CV (180 kW) @ 4000-4500                                                             |
| Par máximo: Nm @ rpm           | 290 Nm @ 1750-2500                                                                      | 320 Nm @ 1500-3000                                                                      | 320 Nm @ 1750-2500                                                                      | 320 Nm @ 1750-2500                                                                      | 400 Nm @ 1750-2750                                                                      | 350 Nm @ 1750-2500                                                                      | 380 Nm @ 1750-2500                                                                      | 400 Nm @ 1750-3000                                                                      | 400 Nm @ 1400-3250                                                                      | 400 Nm @ 1250-3500                                                                      | 500 Nm @ 1500-3500                                                                      | 500 Nm @ 1400-3250                                                                      |
| Tracción                       | Delantera                                                                               | Delantera                                                                               | Delantera / Total (Quattro)                                                             | Delantera / Total (Quattro)                                                             | Delantera                                                                               | Delantera / Total (Quattro)                                                             | Delantera / Total (Quattro)                                                             | Delantera / Total (Quattro)                                                             | Delantera / Total (Quattro)                                                             | Delantera / Total (Quattro)                                                             | Total (Quattro)                                                                         | Total (Quattro)                                                                         |
| Transmisión                    | Manual, 6 velocidades                                                                   | Manual, 6 velocidades                                                                   | Manual, 6 velocidades / Multitronic                                                     | Manual, 6 velocidades / Multitronic                                                     | Manual, 6 velocidades                                                                   | Manual, 6 velocidades                                                                   | Manual, 6 velocidades / Multitronic                                                     | Manual, 6 velocidades / Multitronic                                                     | Manual, 6 velocidades / Multitronic                                                     | Manual, 6 velocidades / Multitronic                                                     | Manual, 6 velocidades / Automática 7 velocidades                                        | Manual, 6 velocidades / Automática 7 velocidades S-Tronic                               |
| Peso                           | 1545–1615 kg                                                                            | 1550–1610 kg                                                                            | 1535–1705 kg                                                                            | 1555–1765 kg                                                                            | 1550–1675 kg                                                                            | 1540–1705 kg                                                                            | 1555–1745 kg                                                                            | 1615–1775 kg                                                                            | 1645–1720 kg                                                                            | 1650–1715 kg                                                                            | 1730–1840 kg                                                                            | 1715–1865 kg                                                                            |
| Aceleración 0–100 km/h         | 10,5–11,2 s                                                                             | 9,3–9,8 s                                                                               | 9,1–10,3 s                                                                              | 9,1–9,7 s                                                                               | 8,3–8,7 s                                                                               | 8,3–8,9 s                                                                               | 7,8–8,4 s                                                                               | 7,3–8,3 s                                                                               | 7,7–8,2 s                                                                               | 7,1–7,9 s                                                                               | 6,1–6,6 s                                                                               | 5,9–6,3 s                                                                               |
| Velocidad máxima               | 197–205 km/h                                                                            | 205–215 km/h                                                                            | 200–216 km/h                                                                            | 200–216 km/h                                                                            | 216–225 km/h                                                                            | 213–230 km/h                                                                            | 210–230 km/h                                                                            | 222–240 km/h                                                                            | 220–239 km/h                                                                            | 230–244 km/h                                                                            | 236–250 km/h                                                                            | 237–250 km/h                                                                            |
| Consumo combinado (L/100 km)   | 4,5–5,3                                                                                 | 3,9–4,9                                                                                 | 4,5–6,2                                                                                 | 4,4–5,8                                                                                 | 4,2–4,5                                                                                 | 5,1–6,4                                                                                 | 4,6–6,0                                                                                 | 4,5–5,2                                                                                 | 6,0–6,6                                                                                 | 4,9–5,2                                                                                 | 6,6–7,2                                                                                 | 5,7–6,2                                                                                 |
| Normativa anticontaminación    | Euro 5                                                                                  | Euro 5, Euro 6                                                                          | Euro 5                                                                                  | Euro 5, Euro 6                                                                          | Euro 6                                                                                  | Euro 5                                                                                  | Euro 5                                                                                  | Euro 6                                                                                  | Euro 5                                                                                  | Euro 5                                                                                  | Euro 5, Euro 6                                                                          | Euro 5, Euro 6                                                                          |

|                               |
| Vista delantera del A4 sedán. |

|                             |
| Vista trasera del A4 sedán. |

|                                                   |
| Rediseño del Audi A4 de cuarta generación (2012). |

|                                                              |
| Audi A4 B8 sedán en el Salón del Automóvil de París de 2012. |

|                                       |
| Vista delantera del Audi A4 B8 Avant. |

|                                     |
| Vista trasera del Audi A4 B8 Avant. |

|                                                    |
| El S4 en el Salón del Automóvil de Detroit de 2013 |

## Audi A4 B9 (2015-presente)

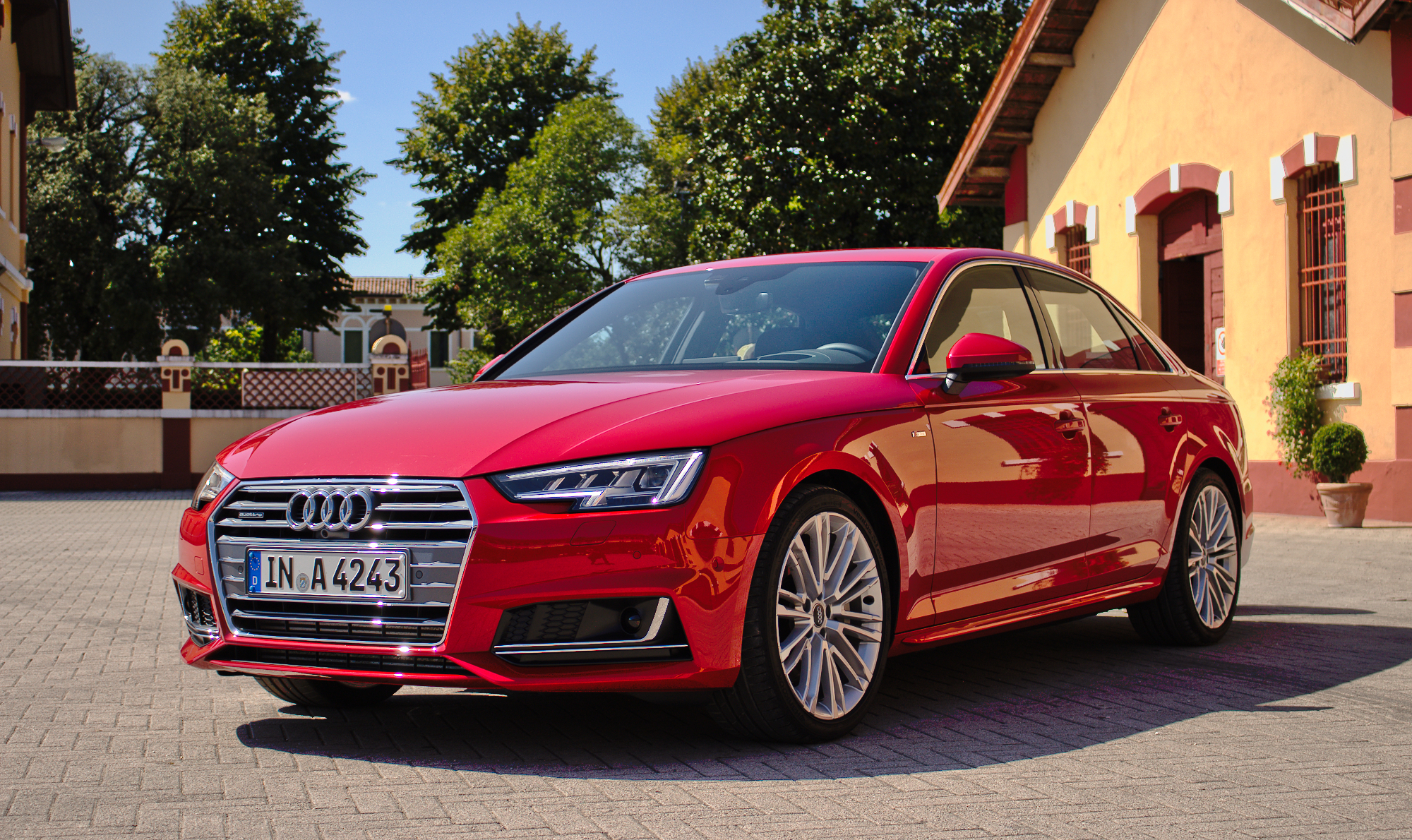
B9 3.0 TDI quattro V6 200 kW S line en rojo Tango

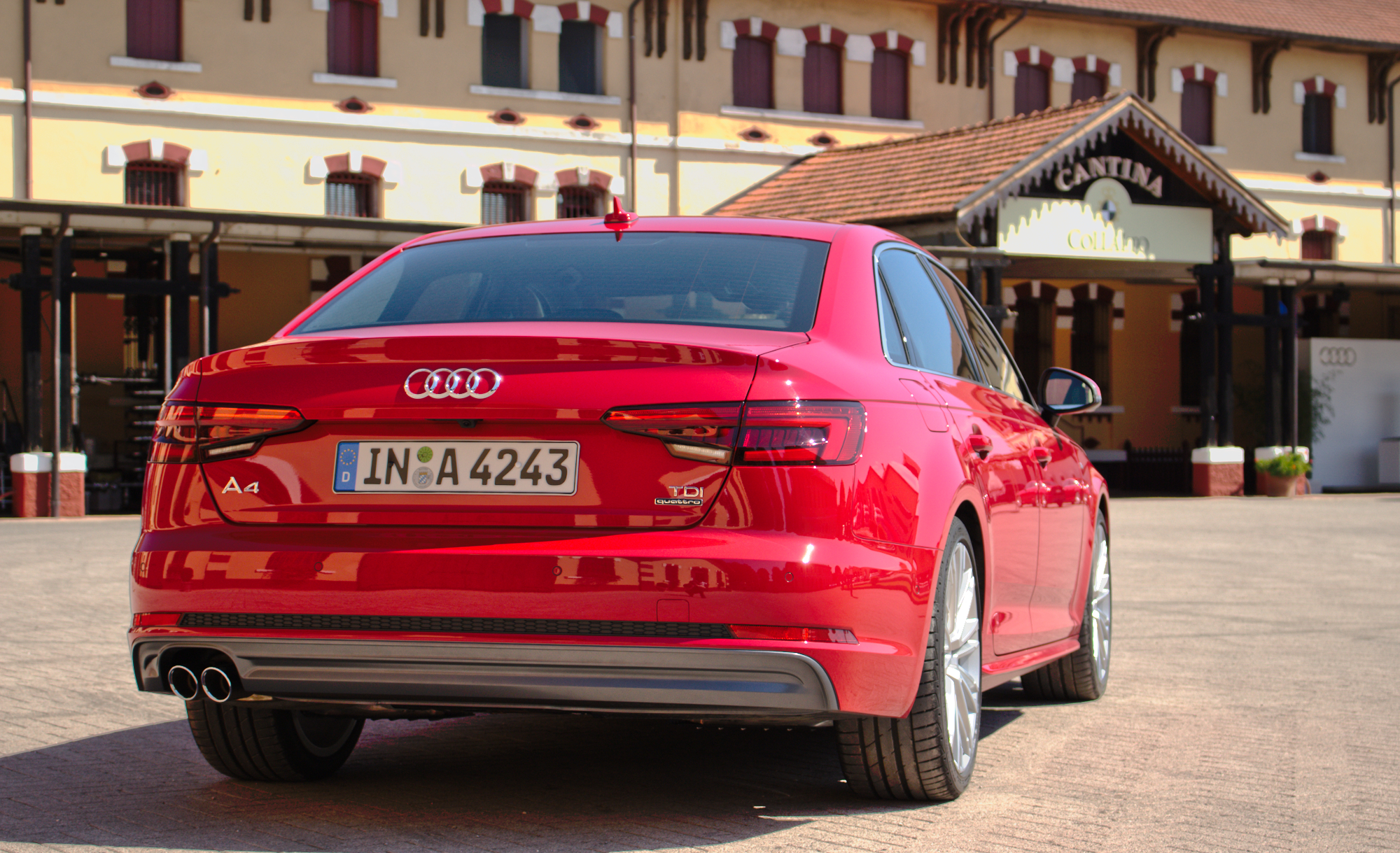
Vista trasera

El B9 es la quinta generación del automóvil mediano Audi A4. Fue mostrado oficialmente a finales de junio de 2015 en internet. En septiembre de 2015 fue la presentación oficial en el Salón del Automóvil de Fráncfort. y el mismo año en el Goldene Lenkrad en su variante Familiar.
Por primera vez en la historia del A4 se ofrecieron desde el principio la versión Sedán y Familiar (Avant) de manera simultánea. La entrega del primer modelo comenzó en octubre de 2015.
El B9 se basa en la evolucionada plataforma de bloque de construcción modular longitudinal "MLB Evo". del Grupo Volkswagen, en la que también se basó ya en junio de 2015 la segunda generación del Q7.
La serie B9 se termina en dos lugares de producción. Mientras que el sedán, el Avant y los modelos S salen de la fábrica de Audi en Ingolstadt, en Neckarsulm únicamente se construye el sedán. 
El 30 de mayo de 2016, Audi Argentina lanzaba al mercado argentino, a la nueva generación del A4. Utiliza la misma plataforma que la Audi Q7 y la Porsche Macan. Llega importado de Alemania. Se ofreció en dos motorizaciones: un 2.0 turbo de 190 cv, con caja manual de seis velocidades o S-Tronic de siete velocidades, o un 2.0 turbo de 252 cv, solo con caja automática S-Tronic y tracción integral Quattro. En su momento, se destacaron los precios competitivos y el salto en calidad frente al A4 anterior. Con el cambio generacional, desaparecieron las versiones diésel. De esta forma, el A4 ya se vendía en Argentina en tres versiones, con garantía de tres años o 100.000 kilómetros.  
El 4 de abril de 2019, Audi Argentina lanzó al mercado argentino, una nueva versión entrada a gama del A4. Complementa la gama del A4 lanzado en 2016, aunque desapareció la variante entrada de gama con caja manual. Llegó importado de Alemania. Tiene el mismo motor que el tope de gama, el 2.0 de 252 cv, pero con tracción delantera y caja automática S-Tronic. El precio es bastante más bajo frente a los otros A4. De esta manera, el A4 seguía teniendo tres versiones y garantía de tres años o 100.000 kilómetros.   
El 14 de noviembre de 2016, Audi Argentina lanzaba al mercado argentino a la segunda generación de la A4 Allroad. Llegó importada de Alemania. Se ofreció únicamente con un 2.0 turbo de 252 cv, 370 Nm, asociados a una caja automática S-Tronic y tracción integral Quattro. En su momento, no tuvo competencia, ya que Mercedes y BMW habían dejado de ofrecer hace tiempo sus rurales todoterreno. A diferencia de la A6 Allroad, no tiene suspensión regulable. Viene de serie con barras sobre el techo, cubrecárter, guardabarros en plástico negro y suspensión elevada 34 milímetros con respecto a las A4 Avant convencionales. Garantía de tres años o 100.000 kilómetros.    

### Diseño
En el ámbito del parachoques delantero, la carrocería de la quinta generación del A4 logra una parrilla más baja y ancha. La línea lateral comienza en la capota y se extiende hasta el borde del guardabarros. Del lado el B9 se asimila, al menos hasta los espejos retrovisores de la barandilla de la puerta, a su antecesor. La parte
trasera se completa con luces traseras delgadas en cuya parte inferior, en el parachoques trasero, se montan reflectores separados.
La actualización visual más grande se llevó a cabo en el interior, que se orientó como el del Audi Q7 de segunda generación disponible desde junio de 2015. En el tablero de instrumentos se encuentran como equipamiento una pantalla erguida fija de 7 o de 8.3 pulgadas con una resolución de 800 x 480 o de 1024 x 480 pixeles, que se encarga de la presentación de la navegación y del info entretenimiento. Los elementos de manejo en el tablero de instrumentos están ordenados horizontalmente. Las unidades de control para la climatización se encuentran así debajo de las rendijas de ventilación. Debajo de los controles de la climatización puede haber un conjunto de interruptores adicionales desde los cuales se pueden ajustar importantes funciones de viaje.

### Seguridad
"El Audi A4 y el A5 se basan en la misma plataforma y comparten mucha de la estructura que es relevante para la seguridad. Como el A5 Coupé tiene dos puertas laterales en vez de cuatro, se realizaron pruebas adicionales para confirmar que la calificación de 2015 otorgada al A4 es válida también para el A5 Coupé y el A5 Sportback. Sin embargo, la calificación no aplica al A5 Cabriolet pues su masa es mucho mayor que la del A4 en el que se condujeron las pruebas originales..."
Según comentarios sobre una prueba realizada por la Euro NCAP

| Resultados de prueba Euro NCAP | Resultados de prueba Euro NCAP | Resultados de prueba Euro NCAP |
| ------------------------------ | ------------------------------ | ------------------------------ |
| Audi A4 (2015)                 |                                |                                |
| Prueba                         | Puntuación                     | %                              |
| General:                       | 5/5 estrellas                  | 5/5 estrellas                  |
| Ocupante adulto                | 34                             | 89%                            |
| Ocupante infantil              | 43                             | 87%                            |
| Transeúnte                     | 27.4                           | 75%                            |
| Asistencias de seguridad       | 9.9                            | 75%                            |

### Rediseño de 2019
En abril de 2019 Audi anunció un rediseño para el A4 B9 que adopta el nuevo lenguaje de diseño de la marca. El rediseño incluye una pantalla táctil MMI completamente conectada así como tecnología de electrificación e híbrido suave, mientras que el S4 combina por primera vez un motor V6 diésel con un compresor potenciado eléctricamente y un sistema eléctrico principal de 48 voltios. El cambio estético principal se dio en los faros que ahora cuentan con un diseño más deportivo, mientras que la parrilla Singleframe ahora es más ancha y plana. Además hay líneas horizontales que enfatizan el ancho en las partes frontal y trasera. También es igualmente nuevo el concepto de las líneas de equipo, sin mencionar el diseño independiente de los modelos S y del Allroad quattro. Los clientes pueden escoger entre 12 colores de pintura, incluido una opción nueva "terra gray". Por dentro el display táctil MMI con retroalimentación acústica reemplaza las funciones de los controles de perilla y botones en la consola de túnel central. La pantalla TFT de alta resolución mide 10.1 pulgadas.
Este rediseño fue mucho más profundo que lo que suelen ser otros rediseños de la marca, en el lateral el cambio más notable es la forma en que se han destacado los pasos de rueda, con unas líneas que los enmarcan y que recuerdan ligeramente las aletas ensanchadas de los Audi más deportivos de los años 90. Con estos cambios, que no afectan a la estructura básica, el A4 crece 2,4 centímetros de largo y 5 milímetros de ancho, con la misma altura que antes. Las cajas de cambio en el diésel y el gasolina menos potentes son manuales de seis velocidades, aunque también podrán llevar la S tronic automática de siete relaciones y doble embrague. El S4 es el único que lleva la caja automática de ocho velocidades con convertidor de par. Los mismos cambios se introducen en la carrocería Avant y en el Allroad.
El 2 de junio de 2020, Audi Argentina lanzaba al mercado argentino un restyling del A4. Reemplaza al A4 anterior y llega importado de Alemania. Se ofrece en una sola versión, teniendo un 2.0 TFSI de 190 cv  que ahora está acompañado de un sistema Mild-Hybrid. Está compuesto por una batería adicional (de iones de litio de 12 voltios), que permite apagar el motor en algunas condiciones para ahorrar combustible (y mantener los sistemas del vehículo en funcionamiento), pero no transmite torque a las ruedas. Está asociado a una caja automática S-Tronic de siete velocidades y tracción delantera. De esta manera, ahora el A4 tiene una sola versión a la venta. Garantía de tres años o 100.000 kilómetros. 
En mayo de 2022, Audi Argentina lanzó a Argentina un reacomodamiento de la gama A4 en Argentina. Ahora el A4 lanzado en 2020, se denomina A4 40 TFSI, y sumó una nueva versión tope de gama 45 TFSI, que suma equipamiento y mantiene el sistema Mild-Hybrid. Siguen a la venta en 2023. 
El 14 de julio de 2023, Audi Argentina lanzaba al mercado argentino, a un restyling de la A4 Allroad. Reemplaza a la A4 Allroad lanzada en 2016 y llega importada de Alemania. Llega en un único impulsor, un 2.0 turbo de 250 cv y 370 Nm, caja automática S-Tronic y tracción integral Quattro. Al igual que el sedan, incluye el sistema Mild-Hybrid. Es la rural más accesible de Argentina, por debajo de la Subaru Outback. No tiene despeje del suelo variable, viene de serie con barras sobre el techo, cubrecárter, guardabarros en plástico negro y suspensión elevada 34 milímetros con respecto al A4 convencional. Se ofrece una sola variante, con garantía de tres años o 100.000 kilómetros.    

### S4

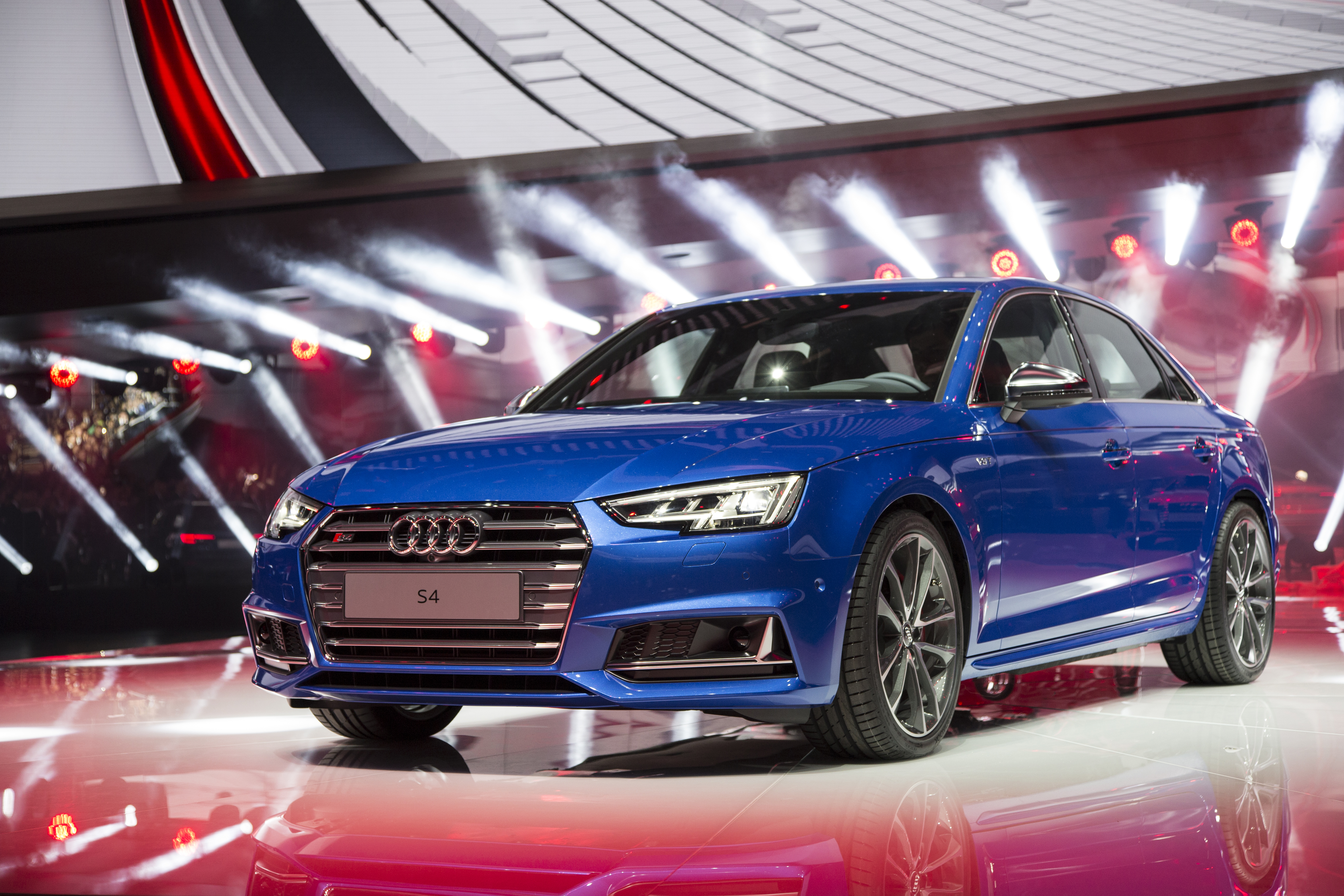
El S4 presentado en el Salón del Automóvil de Fráncfort de 2015.

La sexta generación del Audi S4 basado en la generación B9 del A4 se presentó en 2015 en Fráncfort como Sedán y Familiar.
Como motor se utiliza un motor V6 3 litros, como su antecesor. La diferencia con el motor anterior está en la carga del nuevo VW EA839 (una serie de motores a gasolina del grupo Volkswagen, producidos para Audi en Győr) pero sobre un turbocargador en vez de un compresor. Se suman 354 PS; el momento de torsión máxima es 500 Nm. Como caja de cambios viene de serie una tiptronic de 8 marchas. También de serie vienen faros y luces traseras led.

### RS4

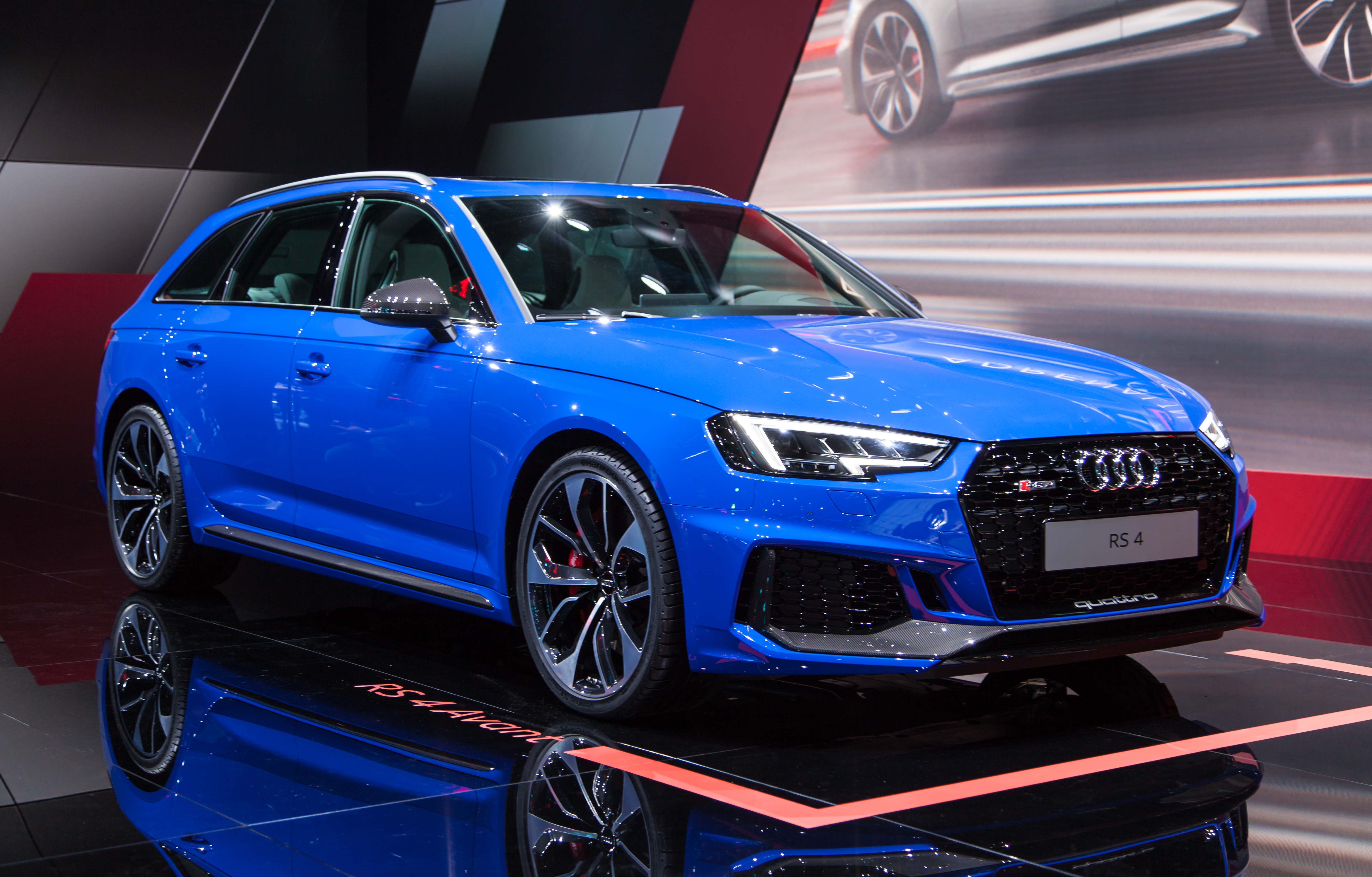
Audi RS4 Avant en el IAA 2017.

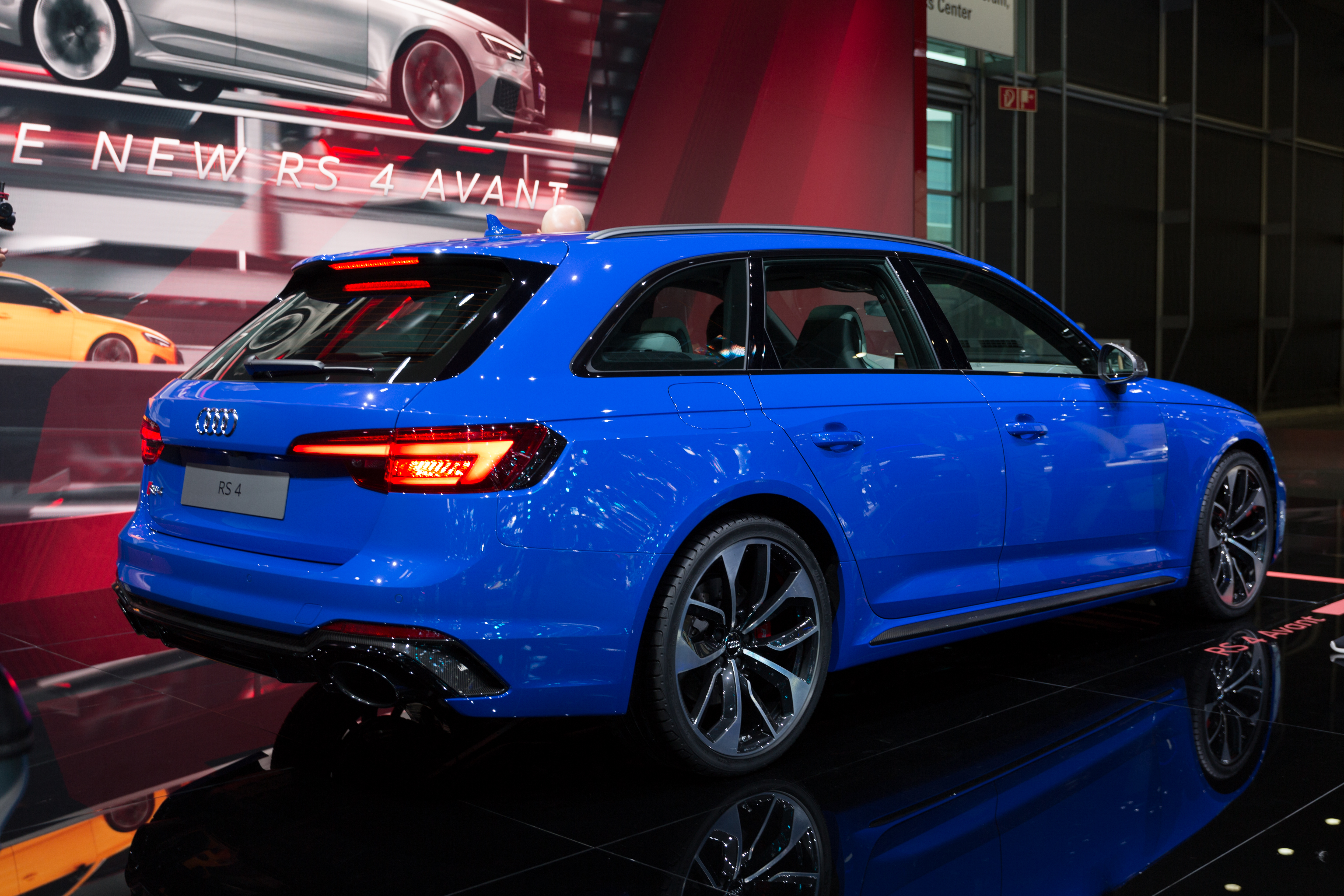
Vista trasera

El RS4 de cuarta generación se basa en el A4 B9 y se presentó en Fráncfort del Meno en septiembre de 2017 durante el Salón del Automóvil de Fráncfort (Internationale Automobil-Ausstellung, IAA) como Familiar (Avant). El primer vehículo se entregó a principios de 2018 con un precio base de 79800 Euros. Por primera vez se ofreció el RS4 también en China.

#### Datos técnicos
La motorización del nuevo RS4 Avant tomó un motor V6 biturbo como en el RS5, que además viene de serie en el Porsche Panamera de segunda generación. El motor desarrolla las mismas prestaciones que en el modelo predecesor. Al auto le toman 4.1 segundos llegar a los 100 km/h.[cita requerida]

### Motorizaciones
| Periodo                        | 2015-presente                                 | 2017-presente                                     | 2015-presente                                 | 2015-presente                                 | 2016-presente                                   | 2017-presente                                   |
| Identificación del motor       | CVNA                                          | CVLA                                              | CVKB                                          | CYRB                                          | CWGD                                            | DECA                                            |
| Tipo de motor                  | L4 16v, inyección directa, turbo, intercooler | L4 16v, inyección directa, turbo, intercooler     | L4 16v, inyección directa, turbo, intercooler | L4 16v, inyección directa, turbo, intercooler | V6 24v, inyección directa, Biturbo, intercooler | V6 24v, inyección directa, Biturbo, intercooler |
| Diámetro x carrera             | 74,5 mm × 80,0 mm                             | 82,5 mm × 92,8 mm                                 | 82,5 mm × 92,8 mm                             | 82,5 mm × 92,8 mm                             | 83 mm                                           | 84,5 mm × 86,0 mm                               |
| Cilindrada                     | 1395 cm³                                      | 1984 cm³                                          | 1984 cm³                                      | 1984 cm³                                      | 2967 cm³                                        | 2894 cm³                                        |
| Relación de compresión         | 10.5: 1                                       | 12.6: 1                                           | 9.6: 1                                        | 9.6: 1                                        | 15.5: 1                                         | 10.0: 1                                         |
| Potencia máxima: CV (kW) @ rpm | 150 CV (110 kW) @ 5000–6000                   | 170 CV (125 kW) @ 4450–6000                       | 190 CV (140 kW) @ 4200–6200                   | 252 CV (185 kW) @ 5000–6000                   | 347 CV (255 kW) @ 3850                          | 450 CV (331 kW) @ 5700–6700                     |
| Par máximo: Nm @ rpm           | 250 Nm @ 1500–3500                            | 270 Nm @ 1650-4400                                | 320 Nm @ 1450–4200                            | 370 Nm @ 1600–4500                            | 700 Nm @ 2500–3100                              | 600 Nm @ 1900-5000                              |
| Tracción                       | Delantera                                     | Delantera                                         | Delantera                                     | Total (Quattro)                               | Total (Quattro)                                 | Total (Quattro)                                 |
| Transmisión                    | Manual, 6 velocidades                         | Manual, 6 velocidades / Automática, 7 velocidades | Automática, 7 velocidades                     | Automática, 7 velocidades                     | Automática, 8 velocidades                       | Automática, 8 velocidades                       |
| Peso                           | 1395–1490 kg                                  | 1635-1670 kg                                      | 1455–1535 kg                                  | 1505–1615 kg                                  | 1860 kg                                         | 1790 kg                                         |
| Aceleración 0–100 km/h         | 8.5–9.0 s                                     | 8.4-8.5 s                                         | 7.2–7.5 s                                     | 5.8–6.3 s                                     | 4.7–4.9 s                                       | 4.1 s                                           |
| Velocidad máxima               | 210 km/h                                      | 221-223 km/h                                      | 236–240 km/h                                  | 250 km/h (limitada electrónicamente)          | 250 km/h (limitada electrónicamente)            | 250 km/h (limitada electrónicamente)            |
| Consumo combinado (L/100 km)   | 5.2–5.4                                       | 5.5-6.5 (3.8-4.4 kg GNC)                          | 5.1–5.6                                       | 5.7–6.1                                       | 7.3–7.6                                         | 8.8                                             |
| Normativa anticontaminación    | Euro 6                                        | Euro 6                                            | Euro 6                                        | Euro 6                                        | Euro 6                                          | Euro 6                                          |

| Periodo                        | 2016-presente                                                                       | 2015-presente                                                                       | 2015-presente                                                                       | 2015-presente                                                                       | 2015-presente                                                                       |
| Identificación del motor       | DEUC                                                                                | DEUA                                                                                | DETA                                                                                | CSWB                                                                                | CRTC                                                                                |
| Tipo de motor                  | L4 16v, common rail, turbo, intercooler, filtro de partículas DPF y catalizador SCR | L4 16v, common rail, turbo, intercooler, filtro de partículas DPF y catalizador SCR | L4 16v, common rail, turbo, intercooler, filtro de partículas DPF y catalizador SCR | V6 24v, common rail, turbo, intercooler, filtro de partículas DPF y catalizador SCR | V6 24v, common rail, turbo, intercooler, filtro de partículas DPF y catalizador SCR |
| Diámetro x carrera             | 81,0 mm × 95,5 mm                                                                   | 81,0 mm × 95,5 mm                                                                   | 81,0 mm × 95,5 mm                                                                   | 83,0 mm × 91,4 mm                                                                   | 83,0 mm × 91,4 mm                                                                   |
| Cilindrada                     | 1968 cm³                                                                            | 1968 cm³                                                                            | 1968 cm³                                                                            | 2967 cm³                                                                            | 2967 cm³                                                                            |
| Relación de compresión         | 16.2: 1                                                                             | 16.2: 1                                                                             | 15.5: 1                                                                             | 16.0: 1                                                                             | 16.0: 1                                                                             |
| Potencia máxima: CV (kW) @ rpm | 122 CV (90 kW) @ 3500–4000                                                          | 150 CV (110 kW) @ 3250–4200                                                         | 190 CV (140 kW) @ 3800–4200                                                         | 218 CV (160 kW) @ 4000–5000                                                         | 272 CV (200 kW) @ 3250–4250                                                         |
| Par máximo: Nm @ rpm           | 270 Nm @ 1500–3000                                                                  | 320 Nm @ 1500–3250                                                                  | 400 Nm @ 1750–3000                                                                  | 400 Nm @ 1250–3750                                                                  | 600 Nm @ 1500–3000                                                                  |
| Tracción                       | Delantera                                                                           | Delantera / Total (Quattro)                                                         | Delantera / Total (Quattro)                                                         | Delantera / Total (Quattro)                                                         | Total (Quattro)                                                                     |
| Transmisión                    | Manual, 6 velocidades                                                               | Manual, 6 velocidades / Automática, 7 velocidades                                   | Manual, 6 velocidades / Automática, 7 velocidades                                   | Automática, 7 velocidades                                                           | Automática, 8 velocidades                                                           |
| Peso                           | 1505-1540 kg                                                                        | 1505–1600 kg                                                                        | 1505–1690 kg                                                                        | 1615–1735 kg                                                                        | 1735–1770 kg                                                                        |
| Aceleración 0–100 km/h         | 10,2-10,5                                                                           | 8,5–9,2 s                                                                           | 7,2–7,9 s                                                                           | 6,3–6,7 s                                                                           | 5,3–5,4 s                                                                           |
| Velocidad máxima               | 204-205 km/h                                                                        | 210–221 km/h                                                                        | 210–240 km/h                                                                        | 245–250 km/h                                                                        | 250 km/h (limitada electrónicamente)                                                |
| Consumo combinado (L/100 km)   | 4,0-4,3                                                                             | 3,7–4,1                                                                             | 3,8–4,5                                                                             | 4,2–4,7                                                                             | 4,9–5,1                                                                             |
| Normativa anticontaminación    | Euro 6                                                                              | Euro 6                                                                              | Euro 6                                                                              | Euro 6                                                                              | Euro 6                                                                              |

|       |
| Sedán |

|                         |
| Sedán visto desde atrás |

|     |
| A4L |

|       |
| Avant |

|          |
| Interior |